# Ihei Kimura
Ihei Kimura (木村 伊兵衛, Kimura Ihei, 12. prosince 1901 – 31. května 1974) byl japonský fotograf známý svými fotografiemi Tokia a prefektury Akita.

## Život a práce
Kimura, narozený 12. prosince 1901 v Šitaja-ku (nyní Taitó-ku), Tokio, začal fotografovat jako velmi mladý, ale jeho zájem zesílil, když mu bylo kolem dvaceti let a žil v Tchaj-nanu na Tchaj-wanu, kde pracoval pro velkoobchodníka s cukrem. V roce 1924 si otevřel fotografické studio v Nippori v Tokiu. V roce 1930 nastoupil do reklamní sekce mýdlové a kosmetické společnosti Kaó, kde se soustředil na neformální fotografie pořízené fotoaparátem Leica. V roce 1933 se připojil k Jónosukovi Natorimu a dalším při vytváření fotografické agentury Nippon-Kóbó („Japonská dílna“), která kladla důraz na „realismus“ ve fotografii pomocí 35mm fotoaparátů a propagandu. Společnost se však rychle rozpadla a Kimura vytvořil alternativní skupinu, Čúó Kóbó („centrální dílna“) s Nobuem Inou a dalšími.
Během války Kimura pracoval v Mandžusku a pro vydavatele Tóhó-ša. Editoval Front, propagandistický fotožurnál společnosti Tóhó-ša. Ve stejném období také přispíval do propagandistického časopisu Šašin Šúhó.
V roce 1950 byl Kimura zvolen předsedou nově vytvořené Japonské společnosti profesionálních fotografů (JPS); spolu s Kenem Domonem dělal mnoho pro povzbuzení dokumentárního ducha v amatérské fotografii.
V polovině padesátých let Kimura podnikl několik cest do Evropy a poskytl fotografie pro fotografické časopisy. Jeho dílo bylo zařazeno Edwardem Steichenem do světové putovní výstavy MoMA v roce 1955 Lidská rodina. Cyklus Pari, sbírka jeho barevných fotografií Paříže, byla vydána až v roce 1974, ale použití barev předběhlo svou dobu.
Po návratu do Japonska se Kimura soustředil na fotografování venkovského života v Akitě. Pracoval také na portrétech, zejména spisovatelů.
Kimura zemřel ve svém domě v Nippori dne 31. května 1974; na jeho počest byla okamžitě zřízena cena za fotografii Ihei Kimury pro mladé fotografy. V Japonsku zůstává populární: ukázky jeho fotografií se pravidelně objevovaly v časopise Asahi Camera.
Jeho práce byla vystavena na festivalu Rencontres d'Arles v roce 2004. 

## Galerie

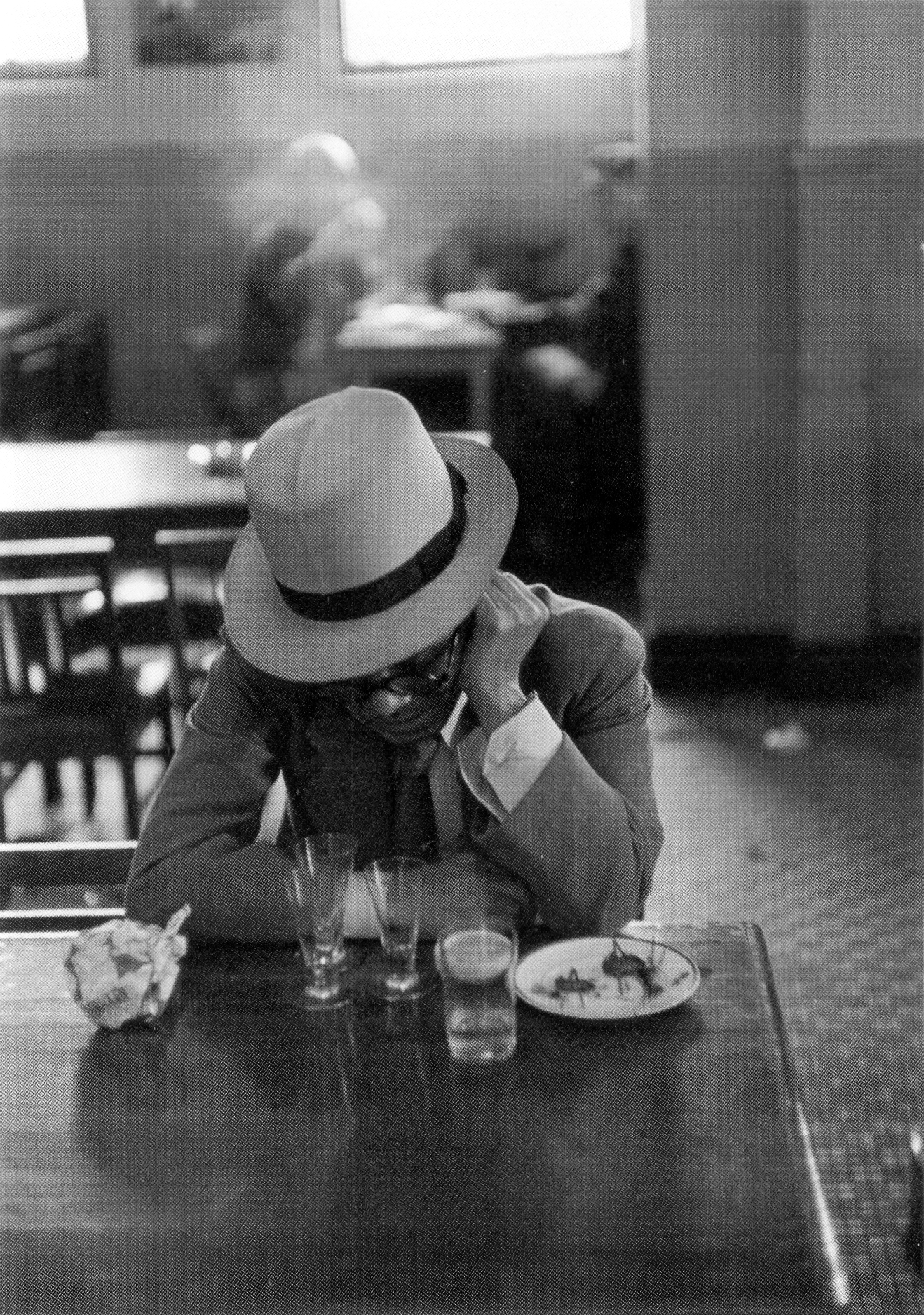
Asakusa, 1953
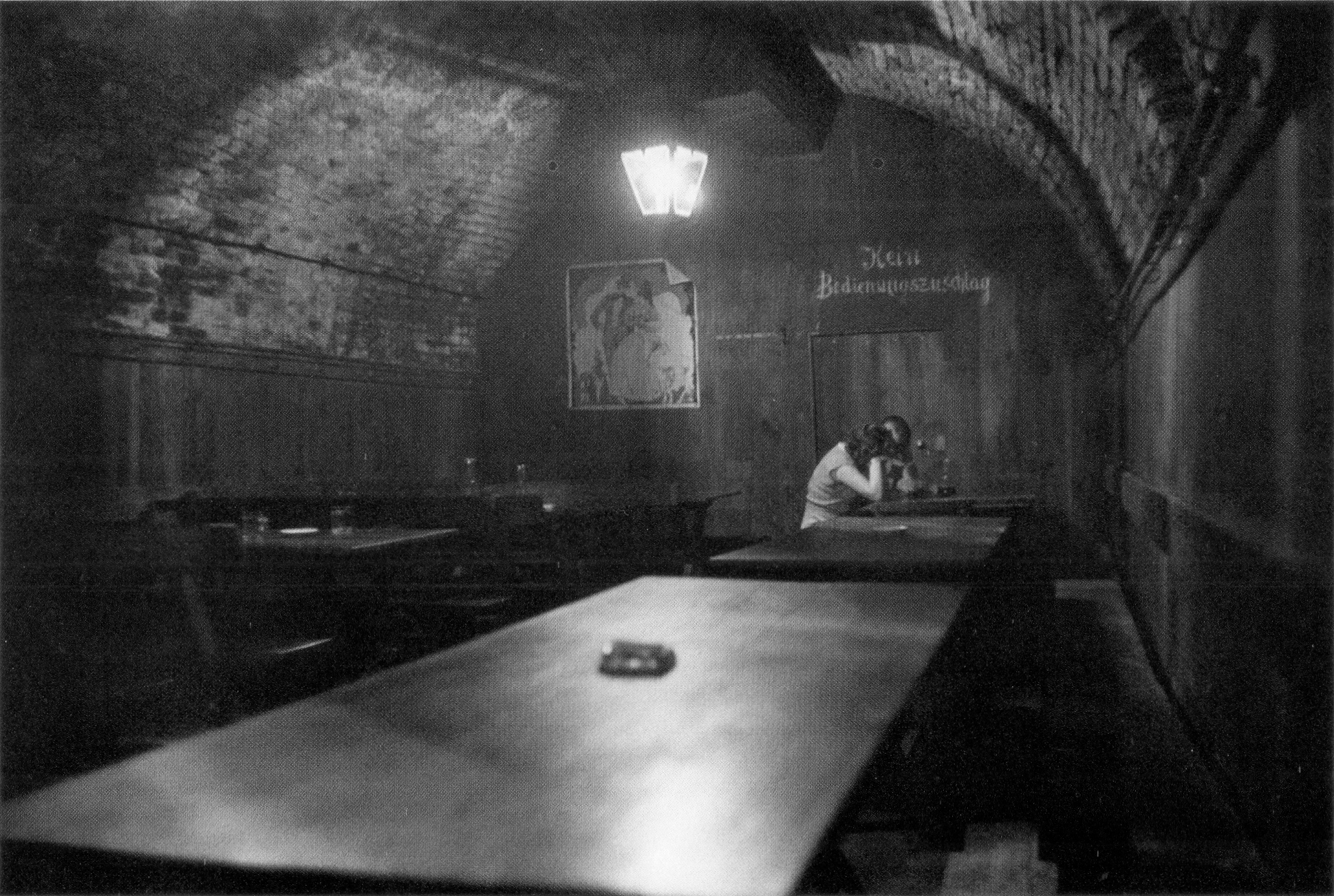
Vídeň, 1955
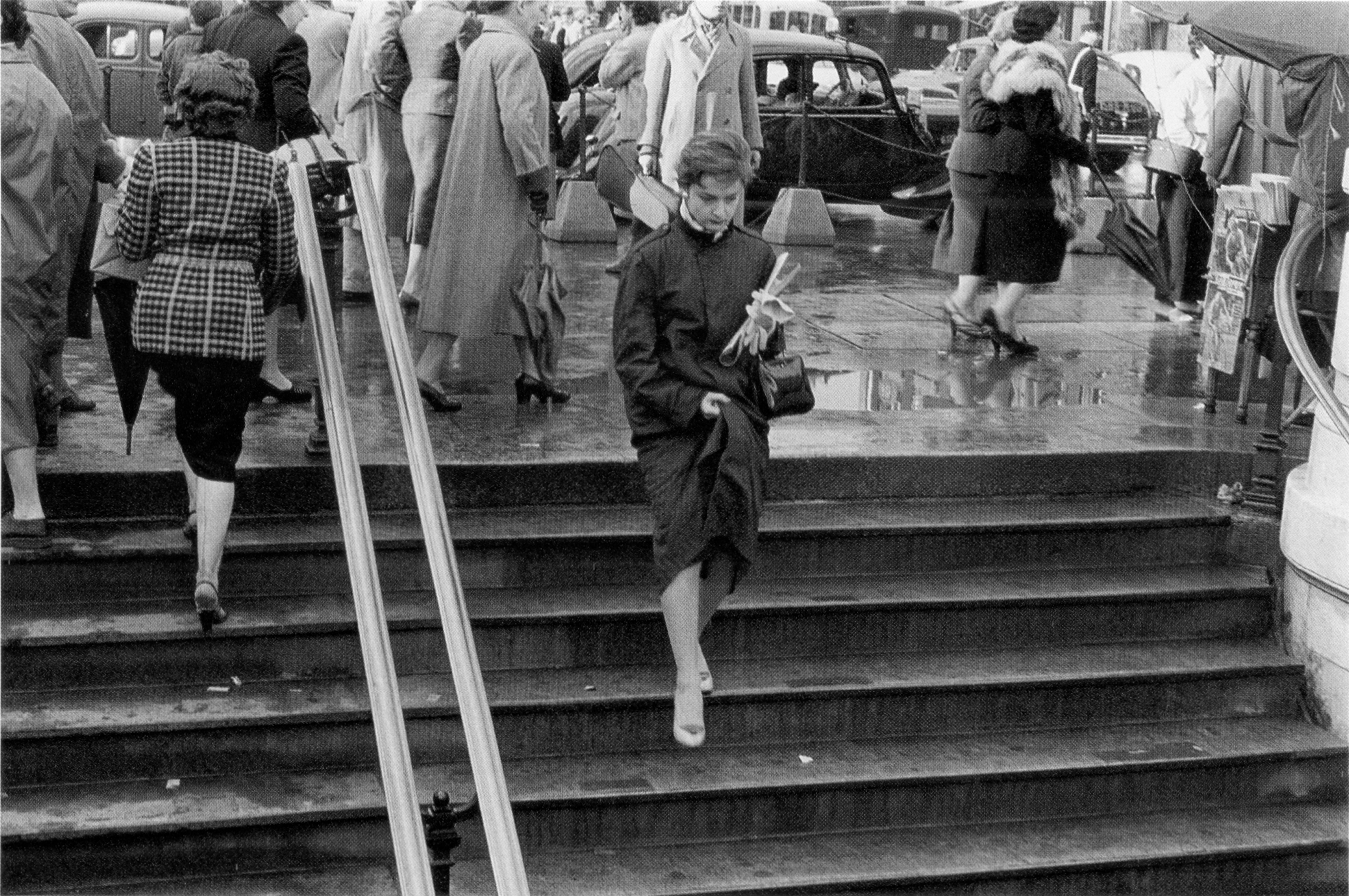
Vchod do metra, Paříž, 1955
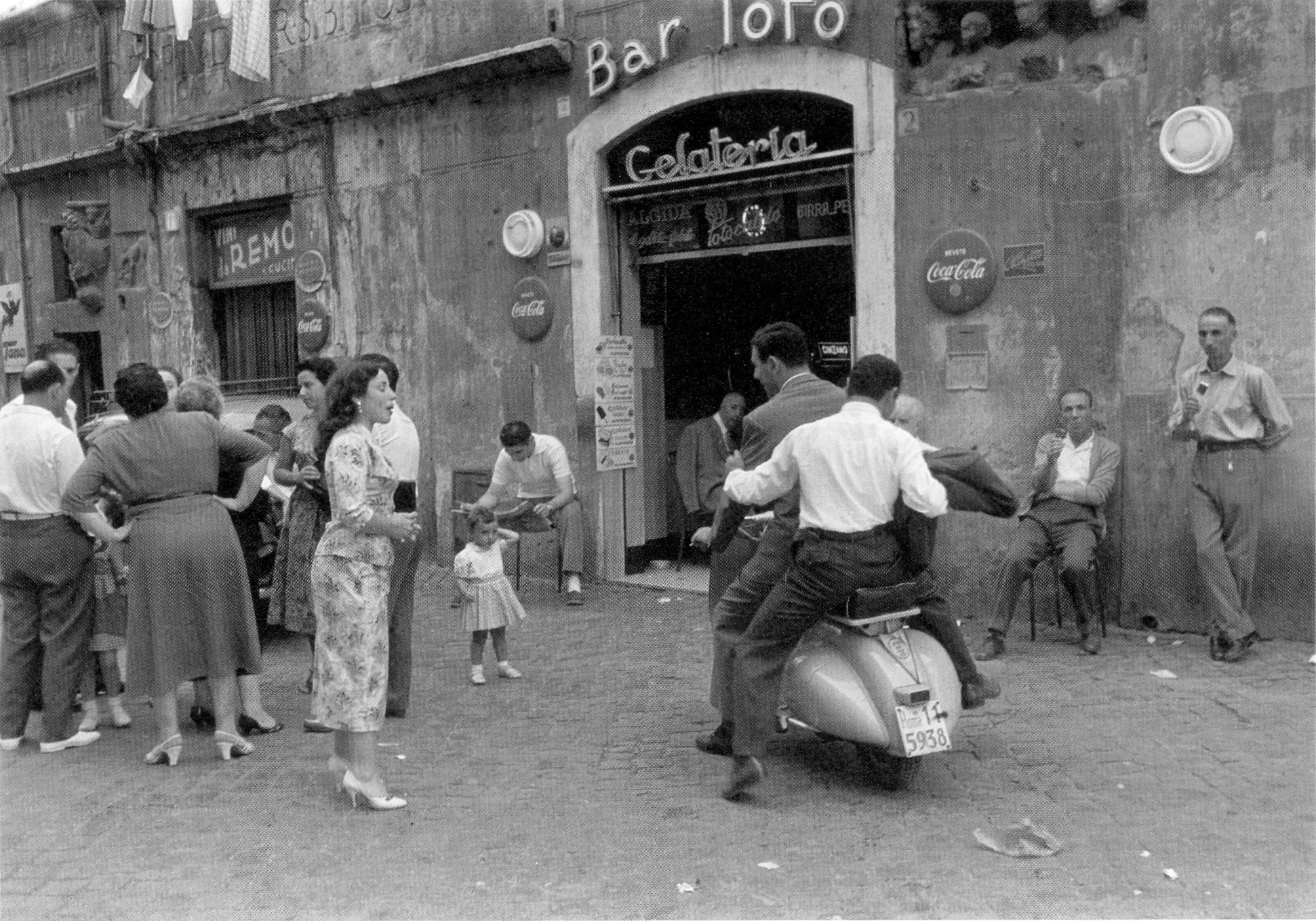
Fronta na kávu, Řím, 1954
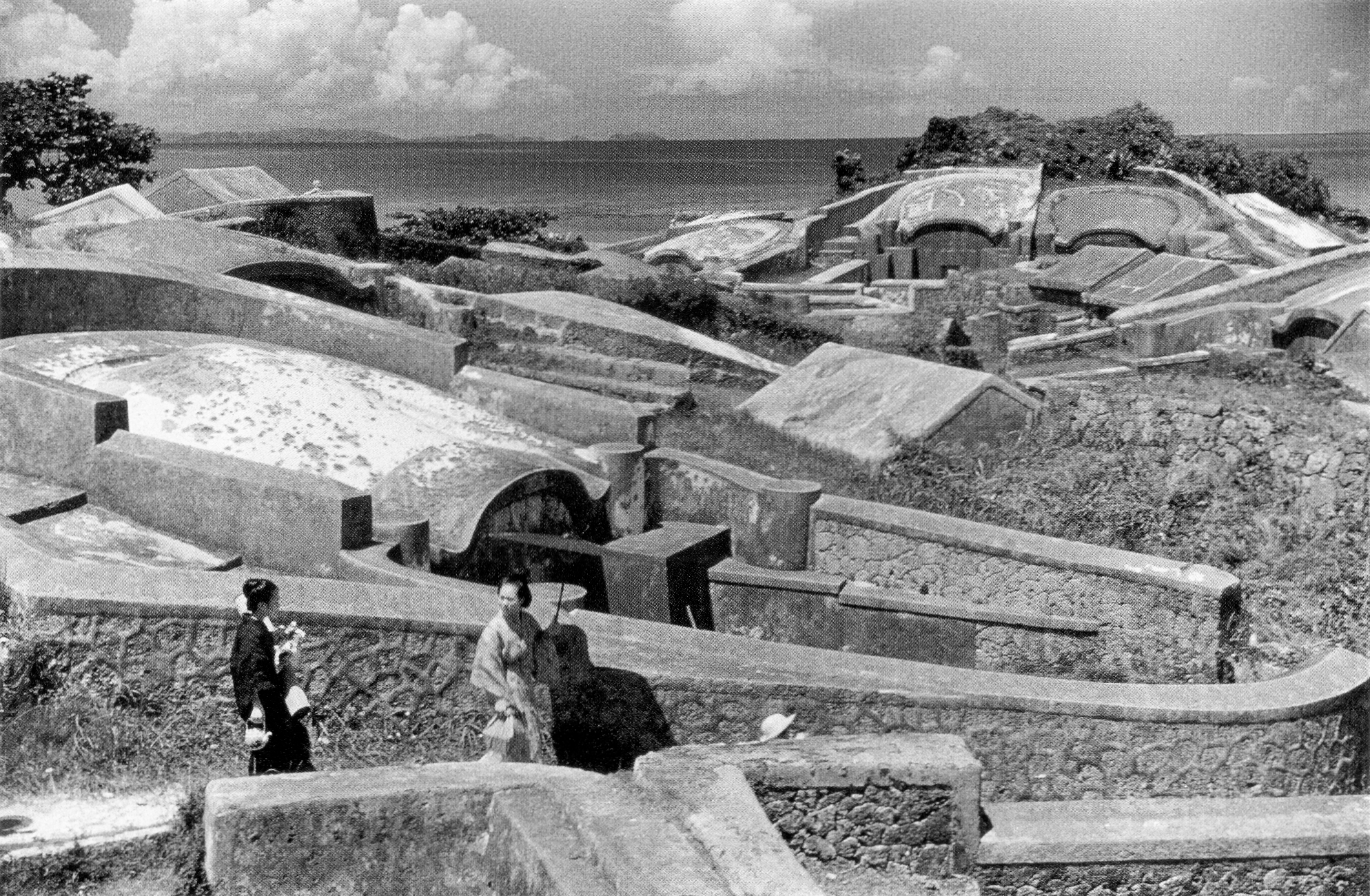
Hroby, 1935
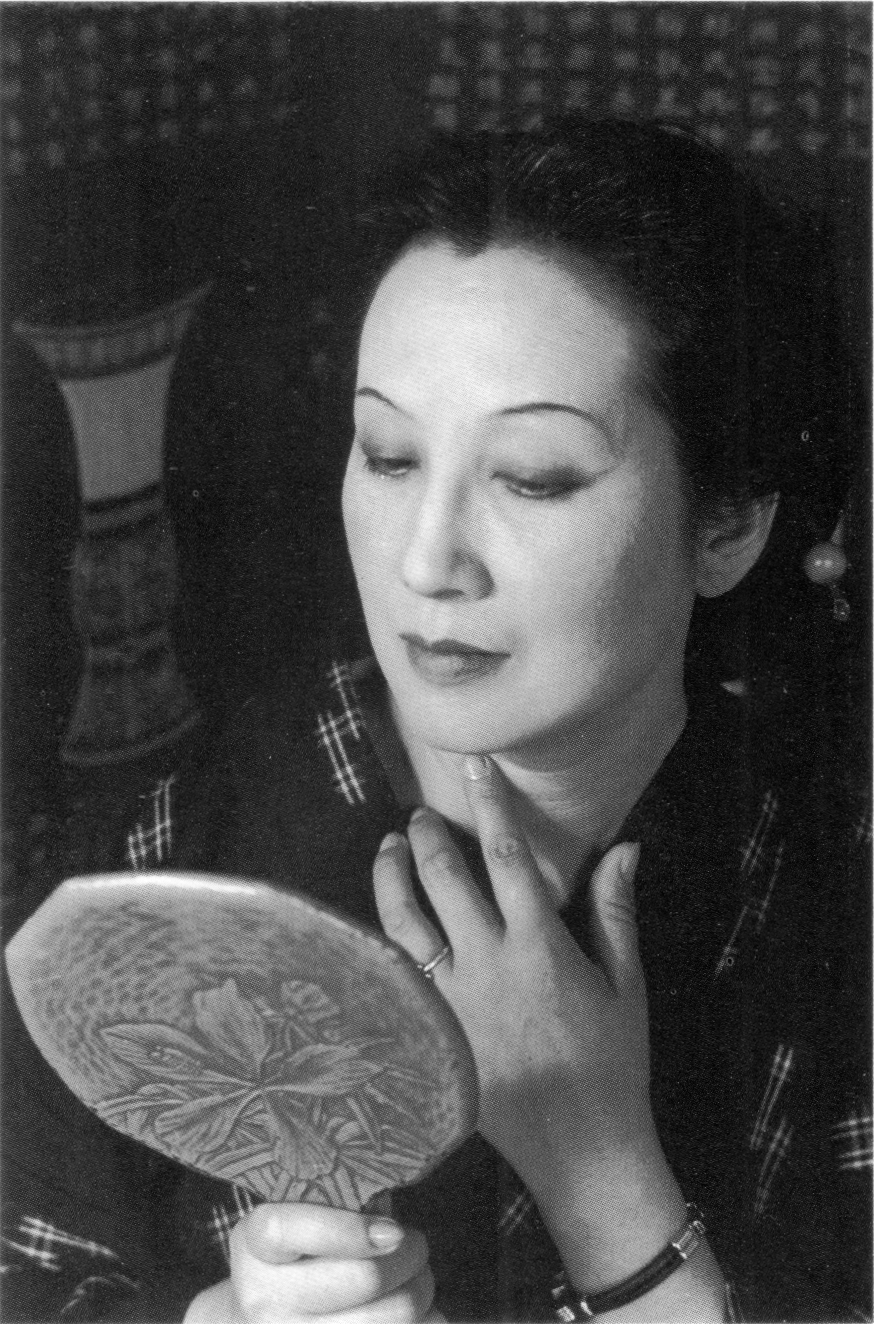
Hosokawa Čikako, 1952
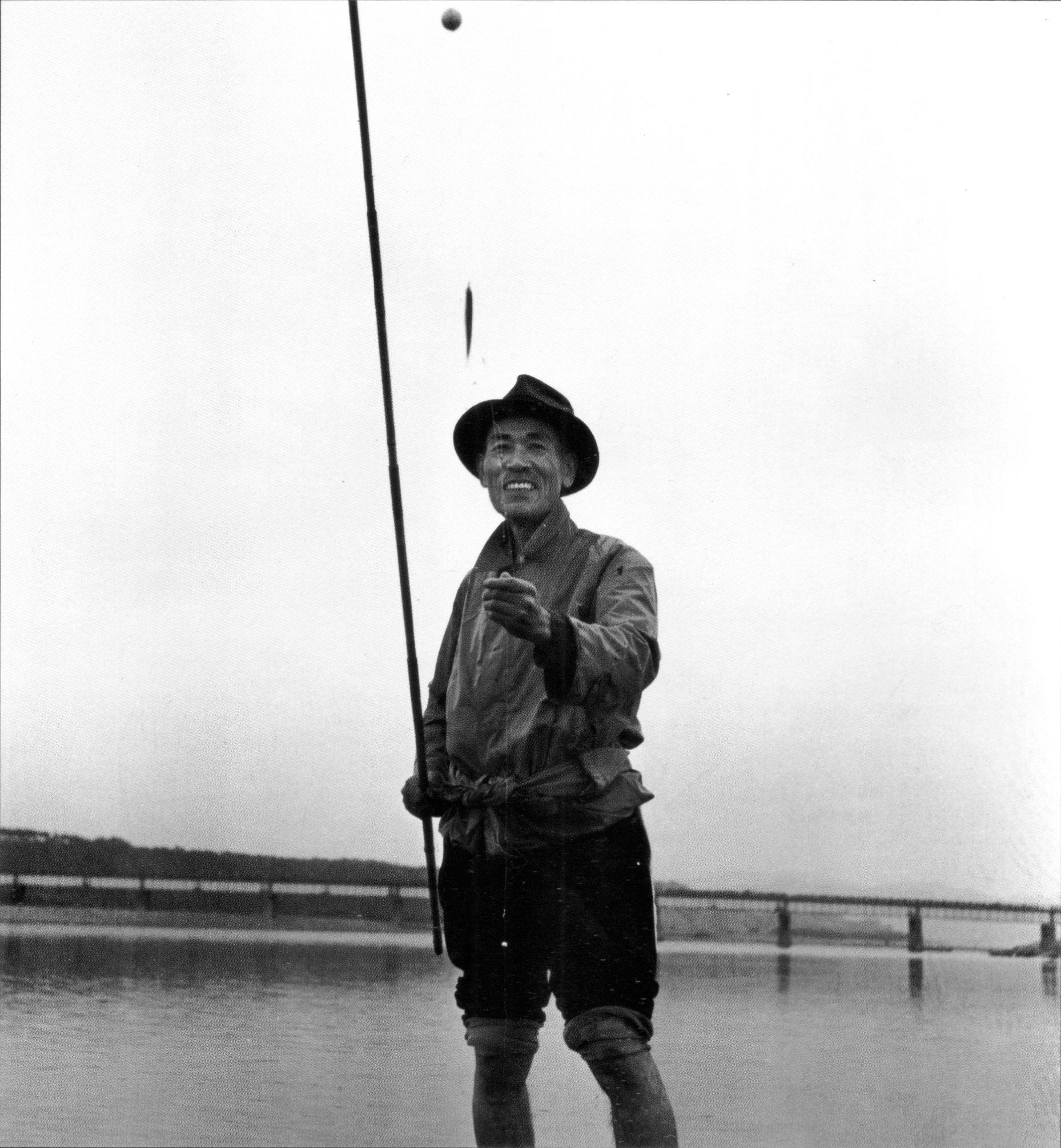
Kanson Arahata, 1949
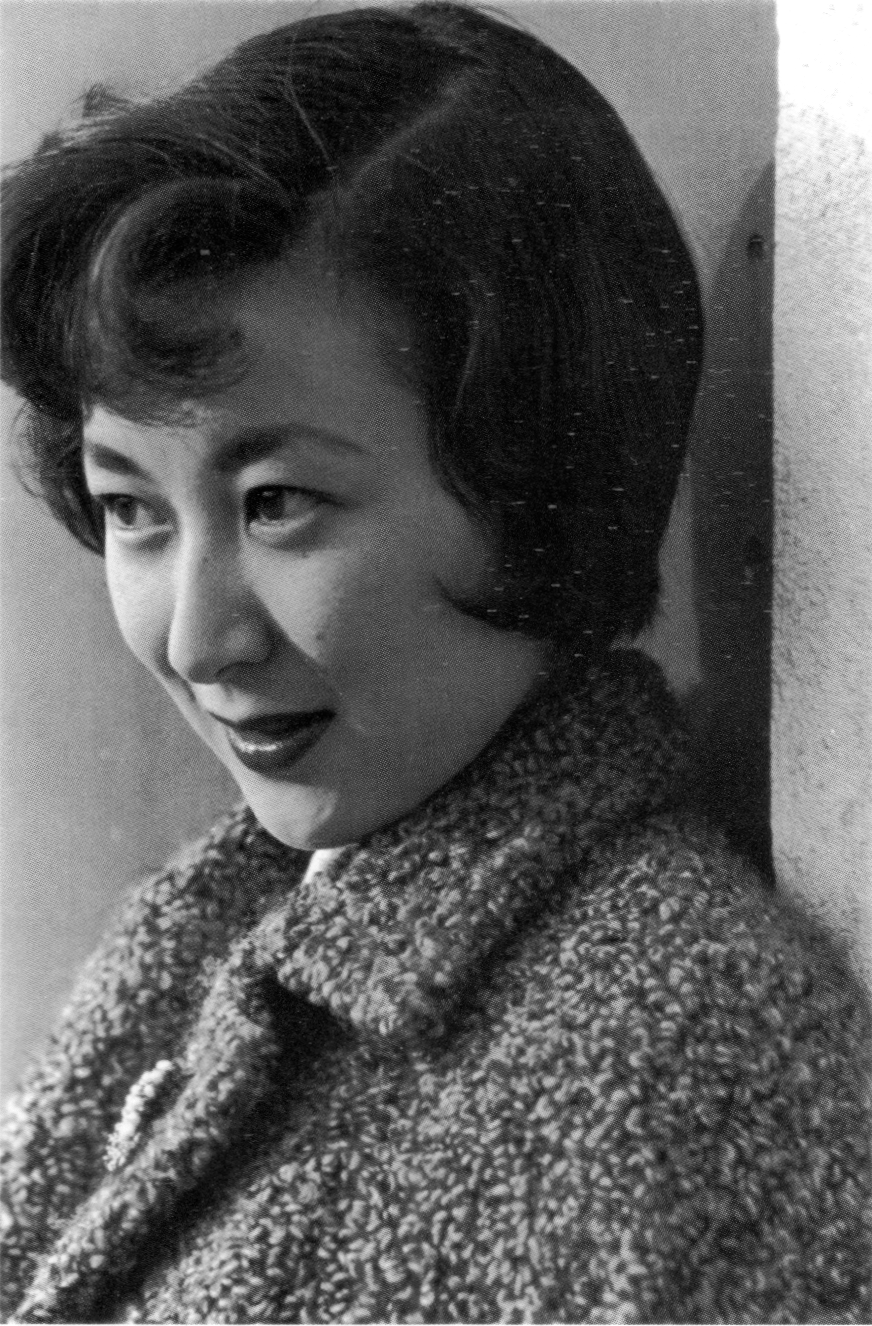
Kiši Keiko , 1954
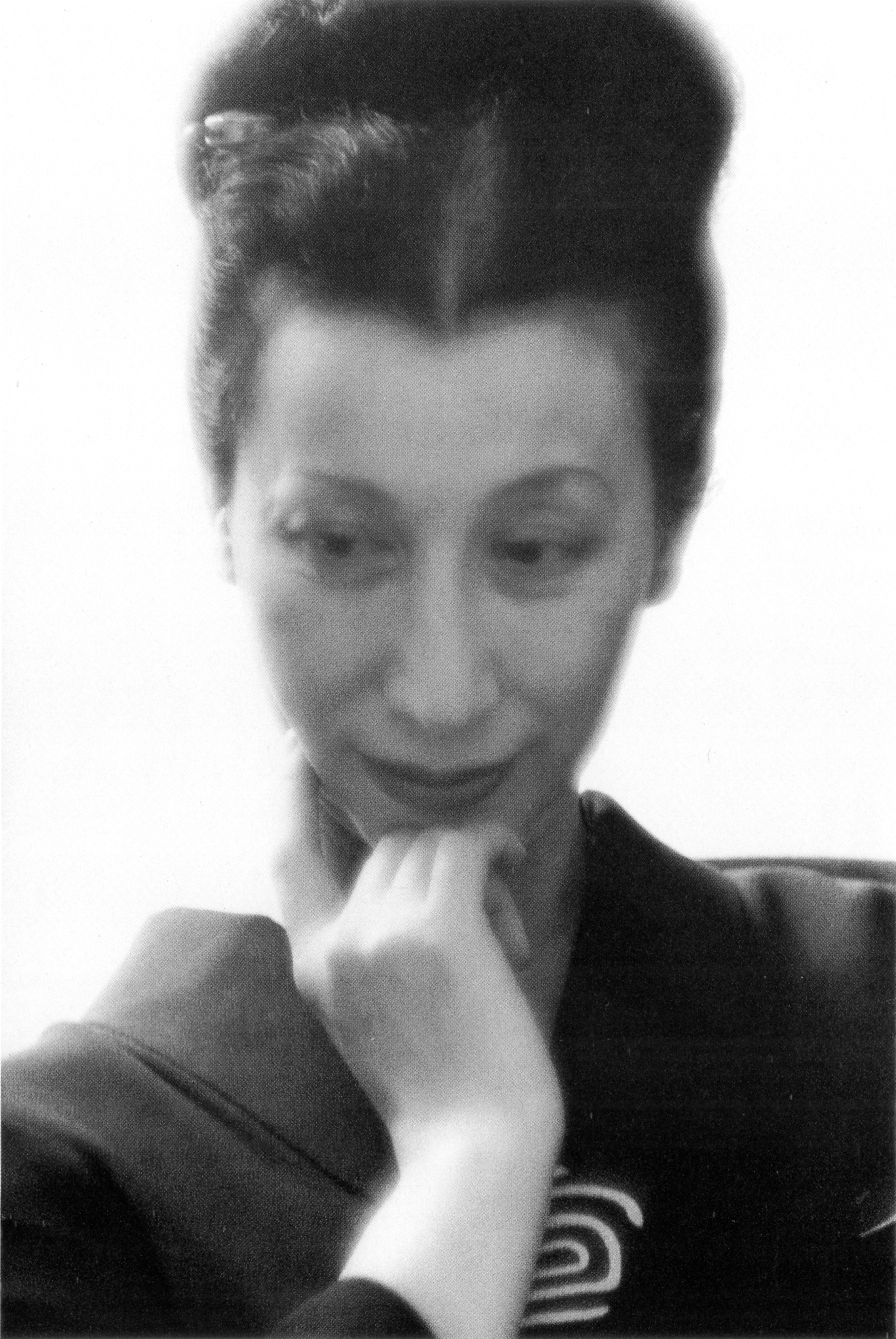
Madam S, 1952
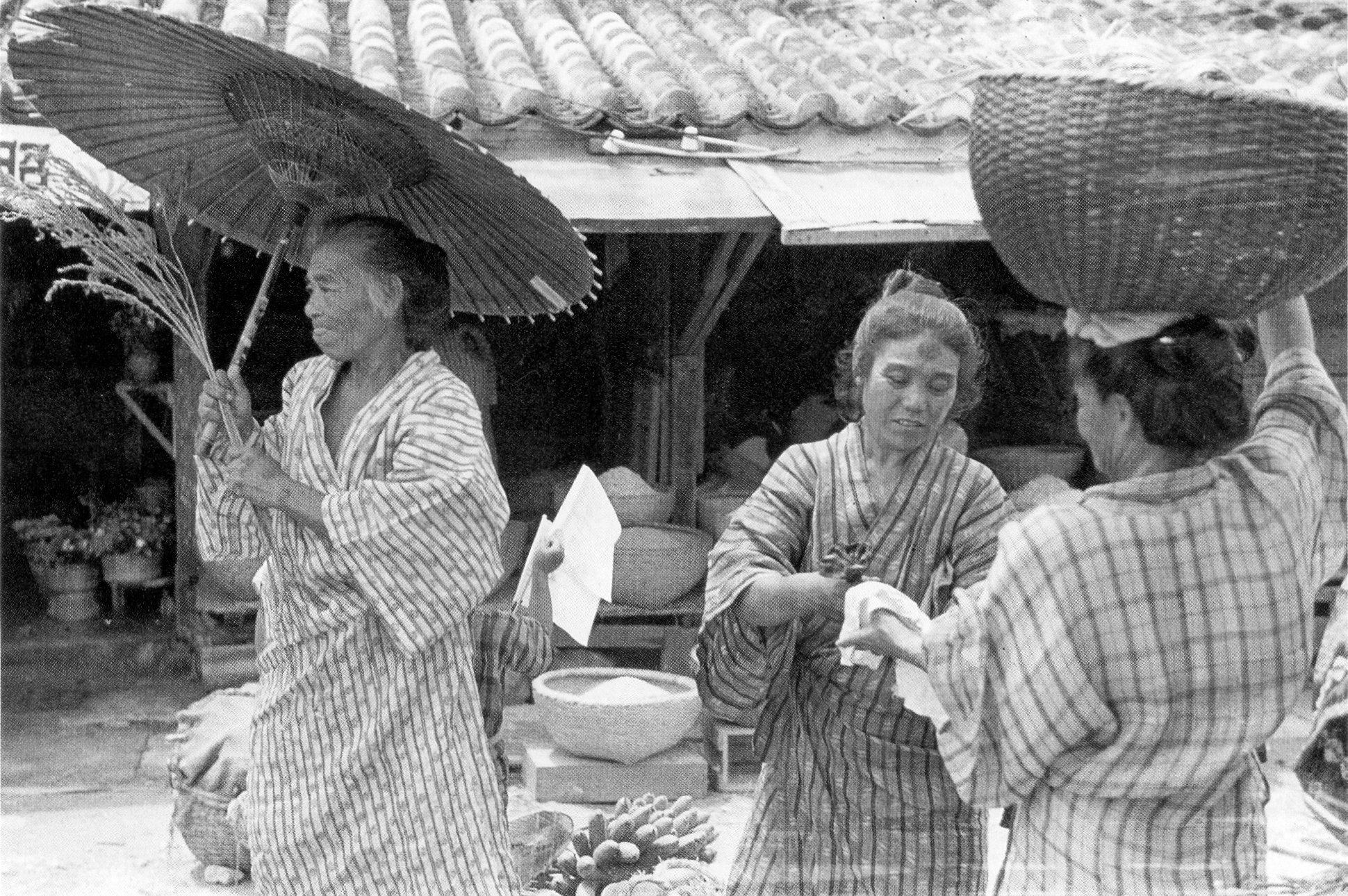
Trhy v Naha, obchod s rýží, 1935
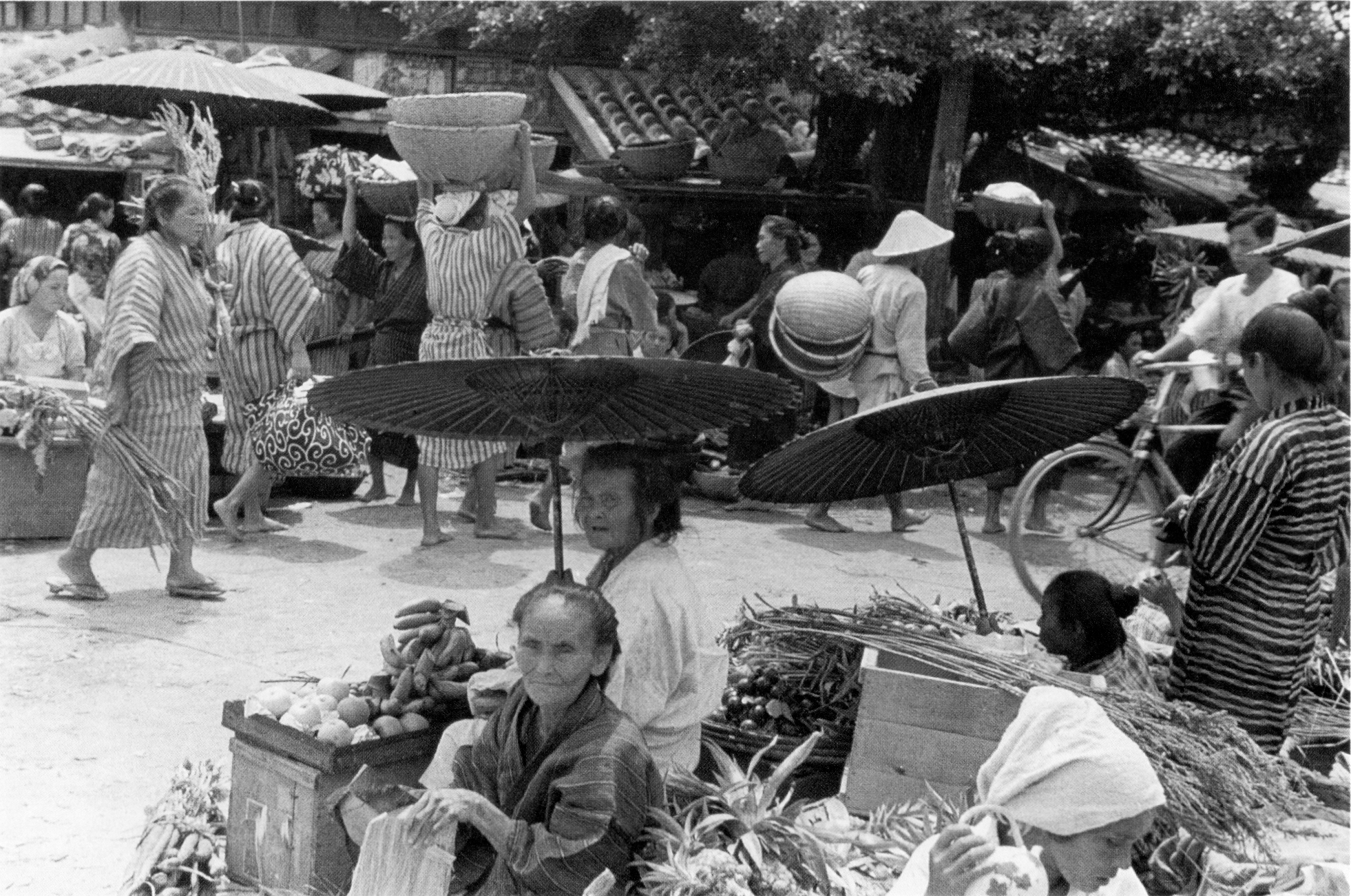
Trhy v Naha, hlavní ulice, 1935
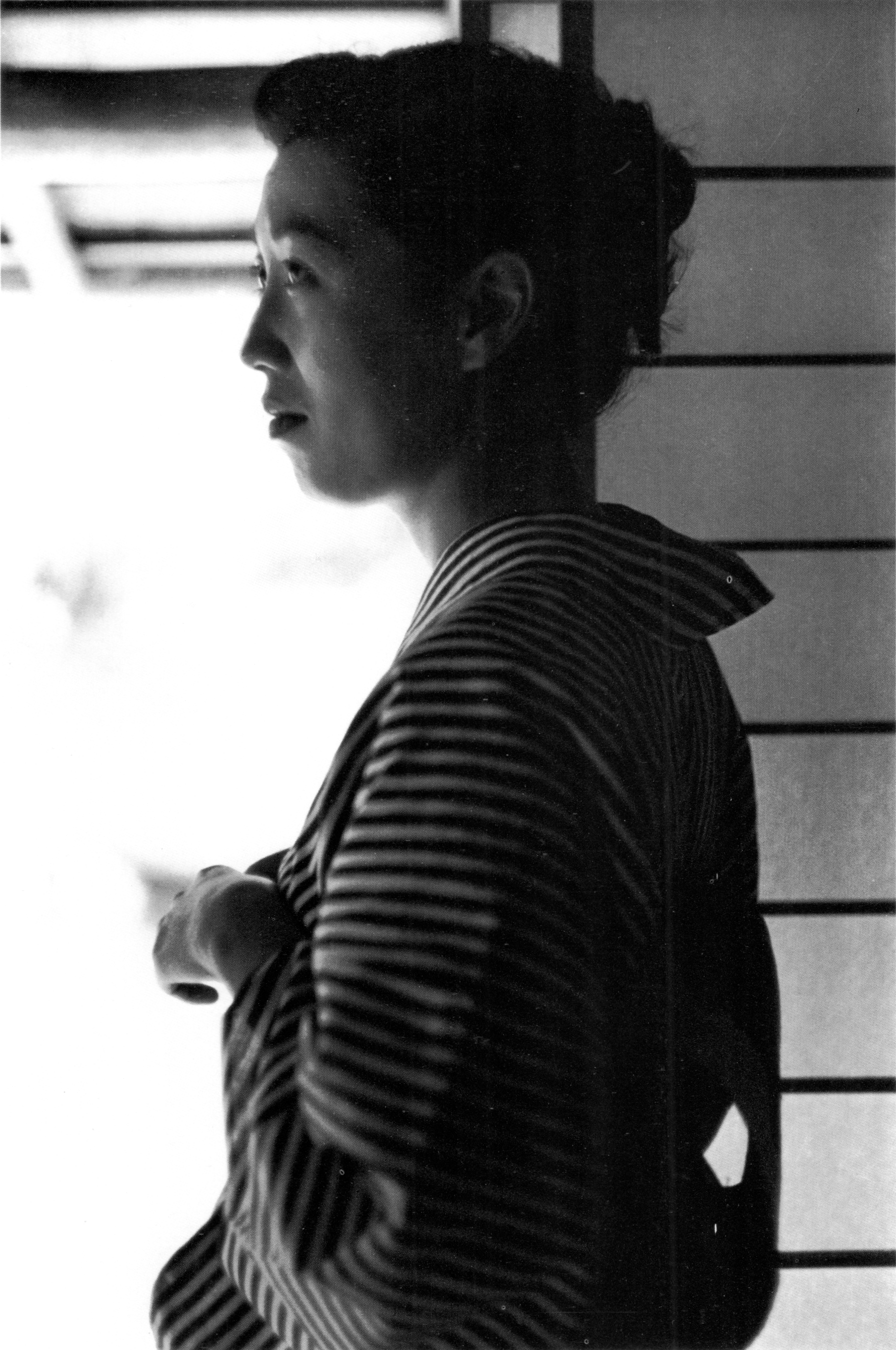
Mito Micuko, 1951
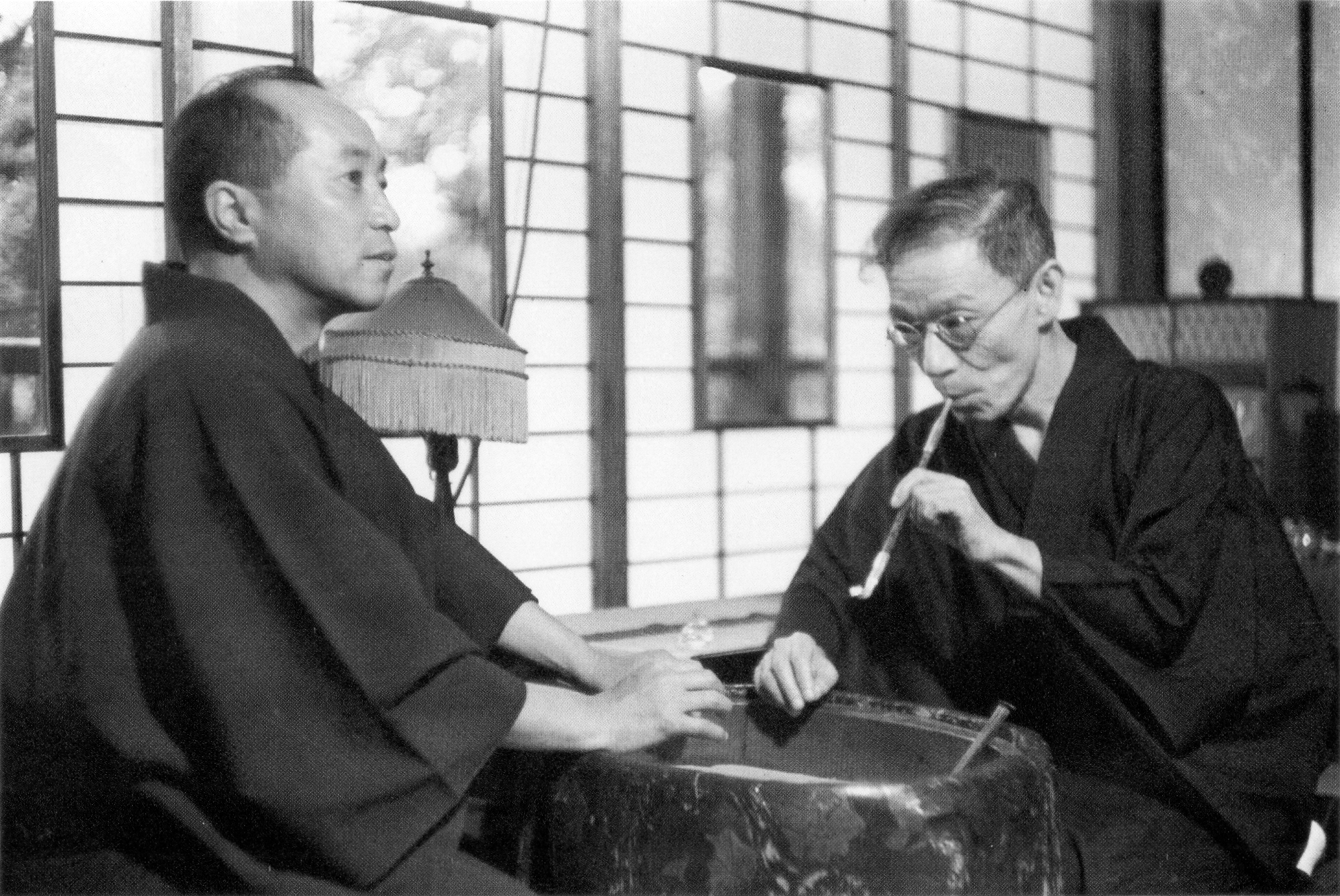
Izumi Kjóka a Satomi
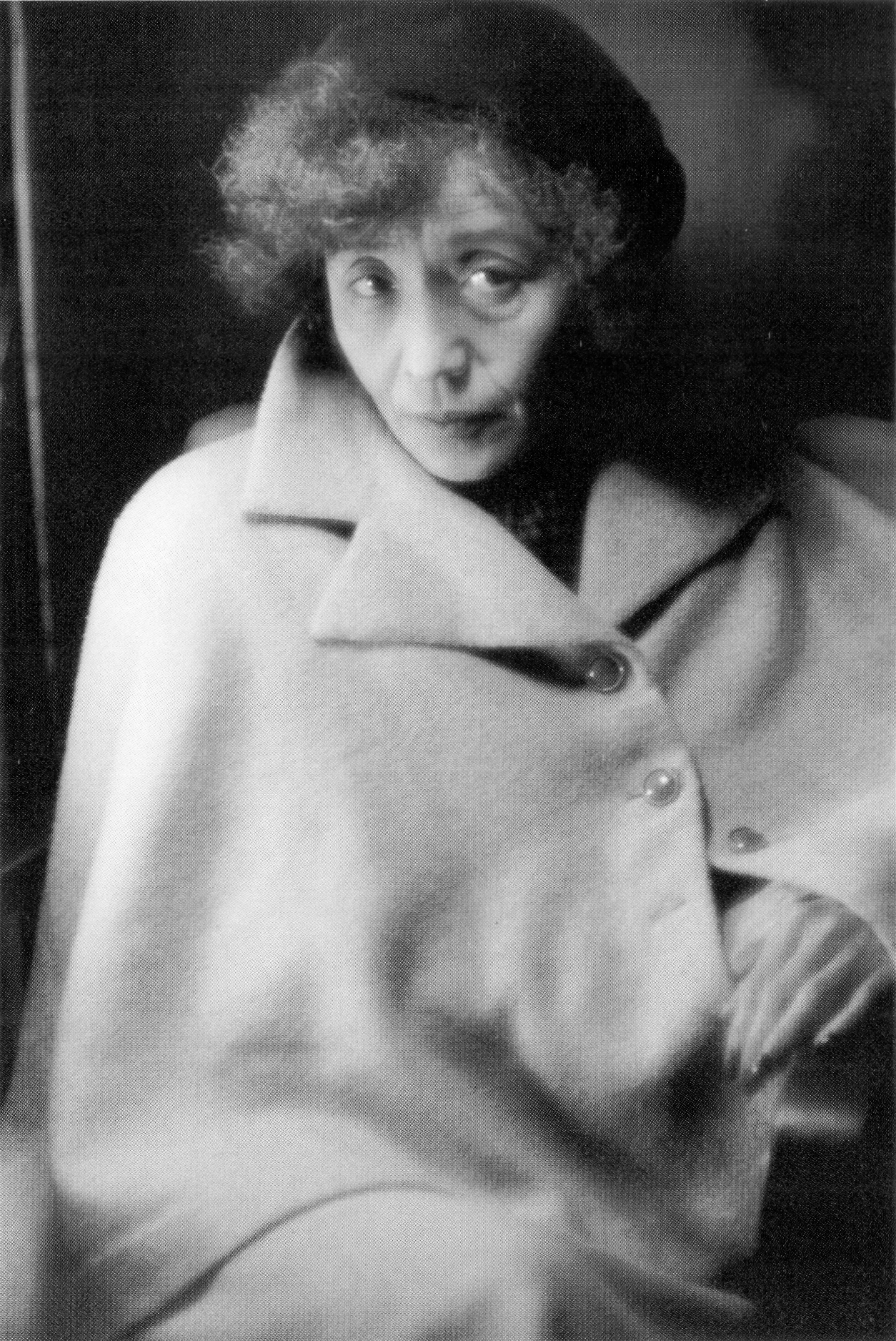
Madam N, 1949
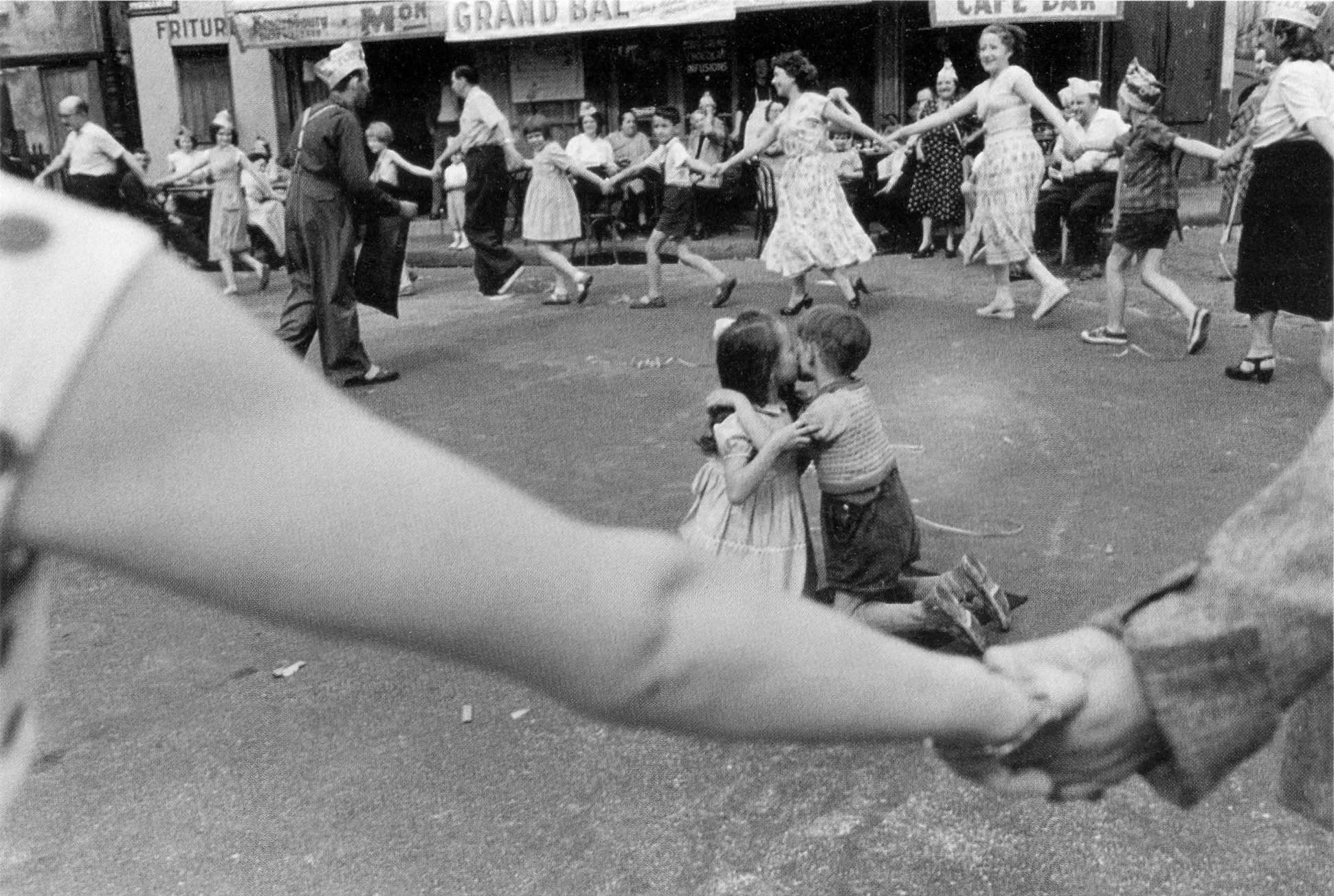
Ménilmontant v den dobytí Bastily, 1955
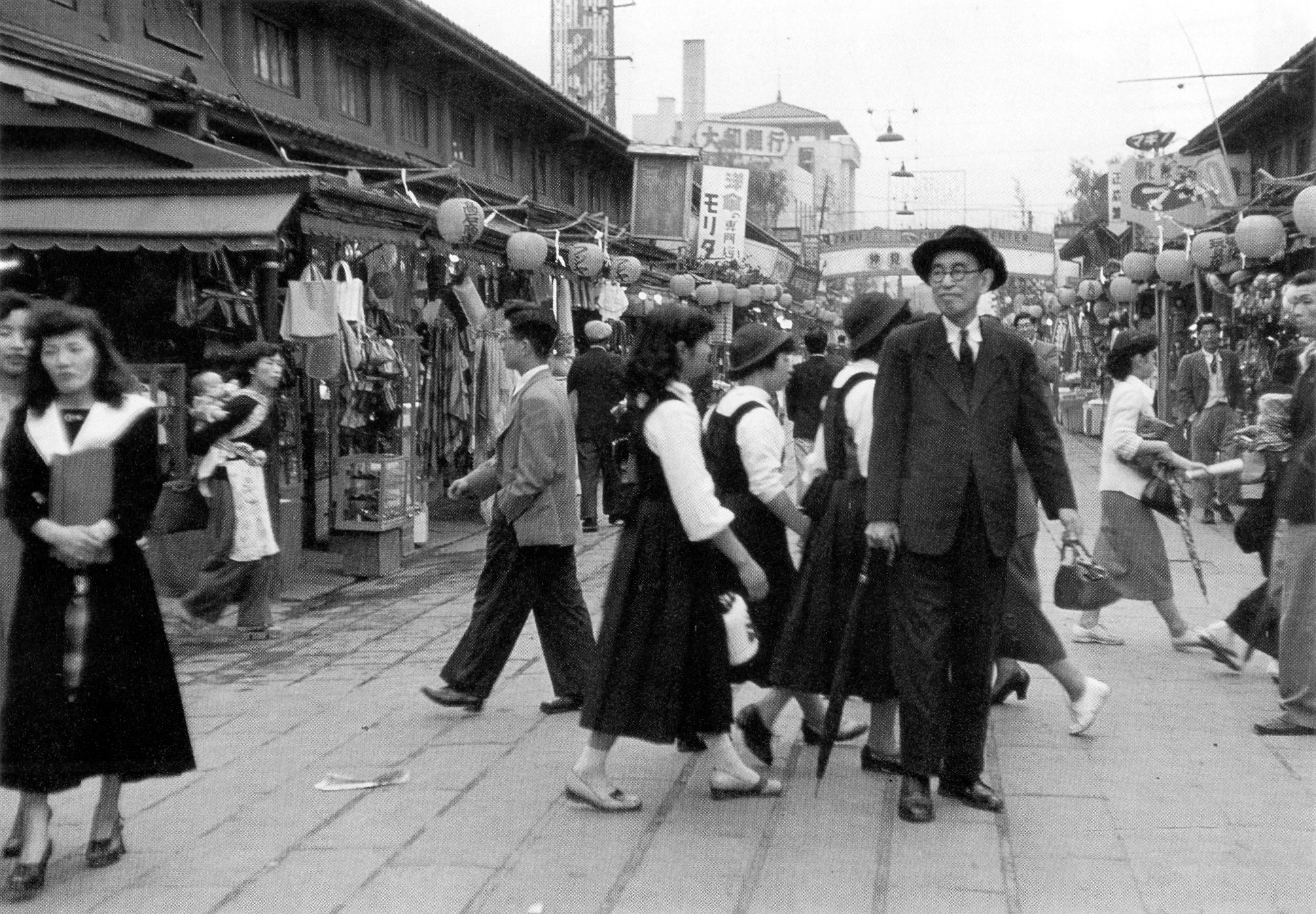
Nagai Kafú, 1954
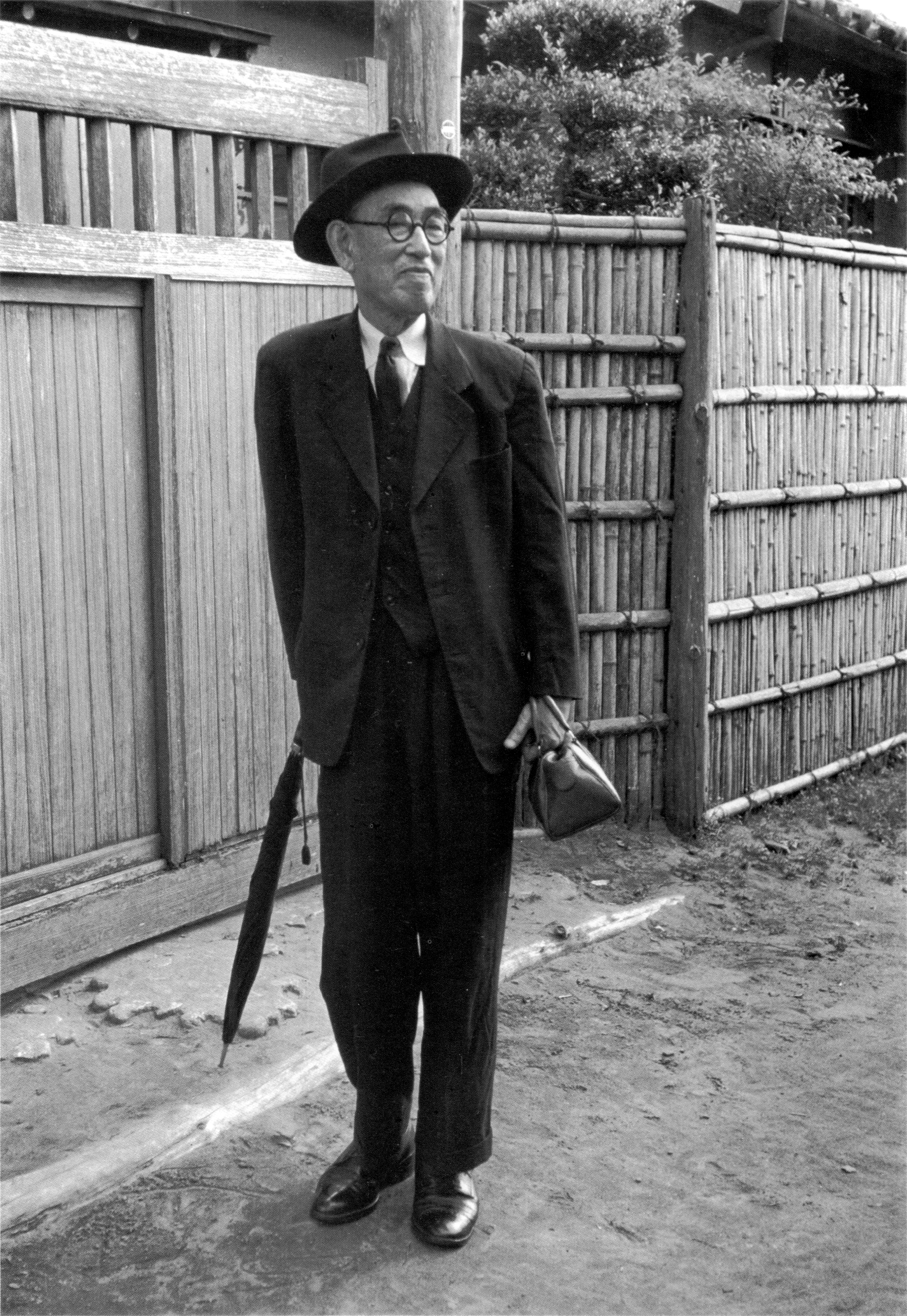
Nagai Kafú, 1954
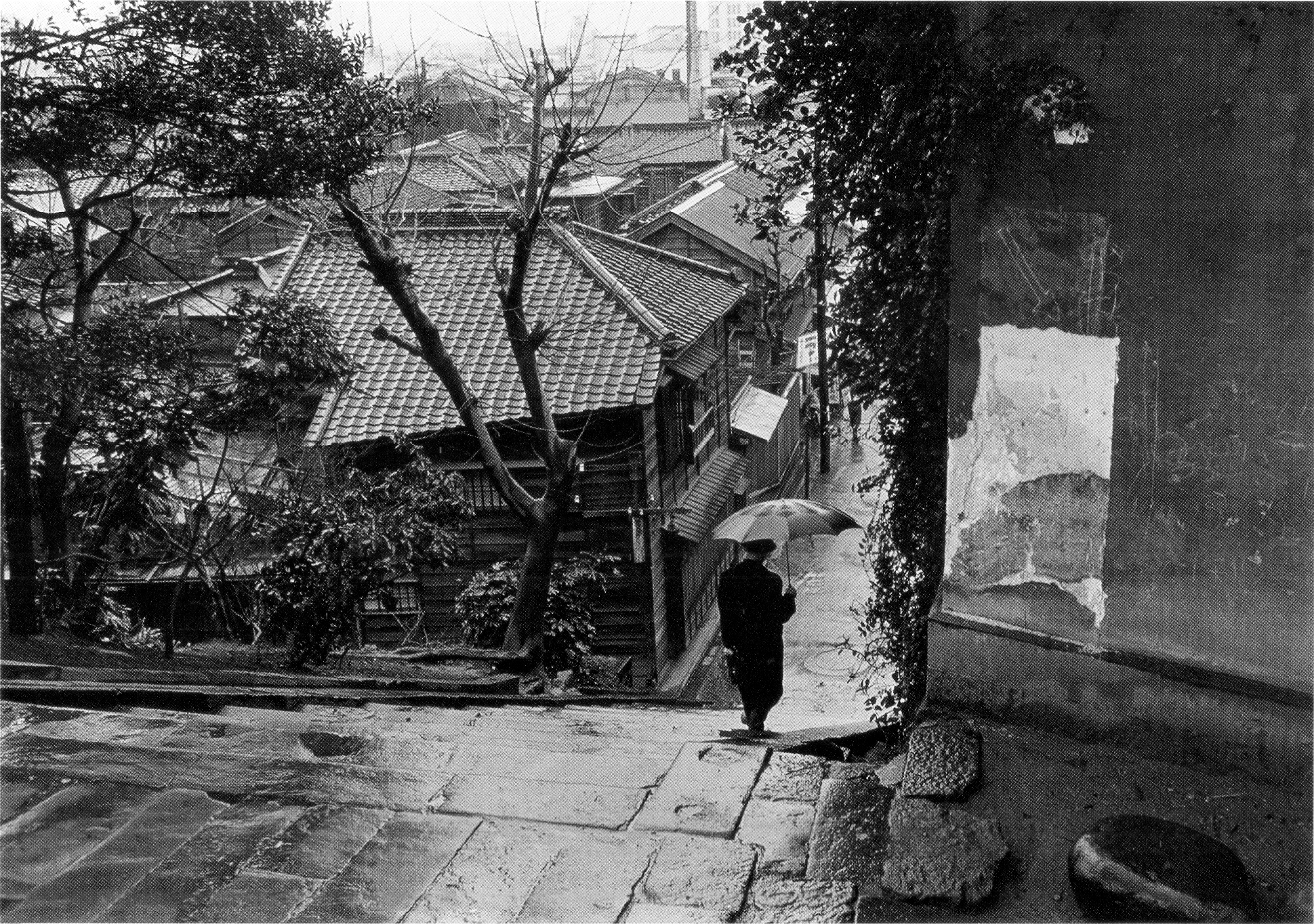
Nedaleko Jušima Tendžin, Tokio, 1953
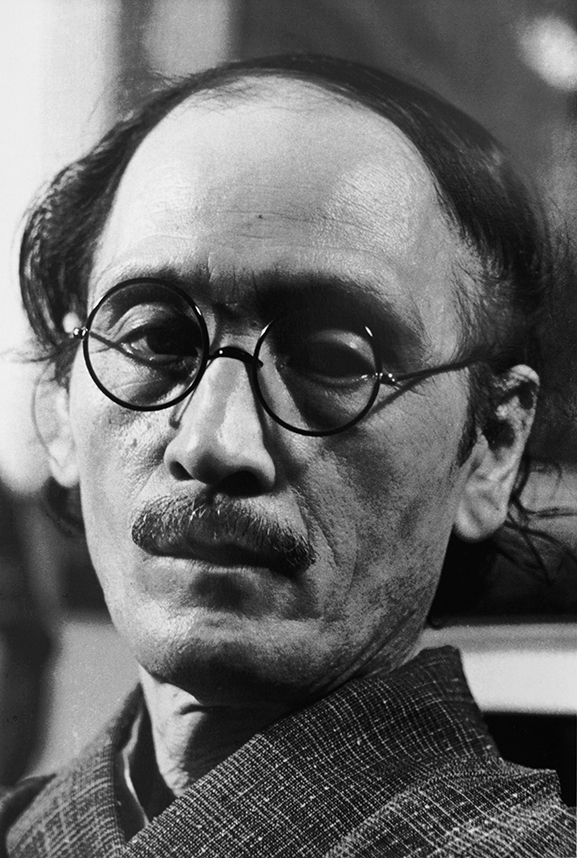
Noguči Jonedžiro
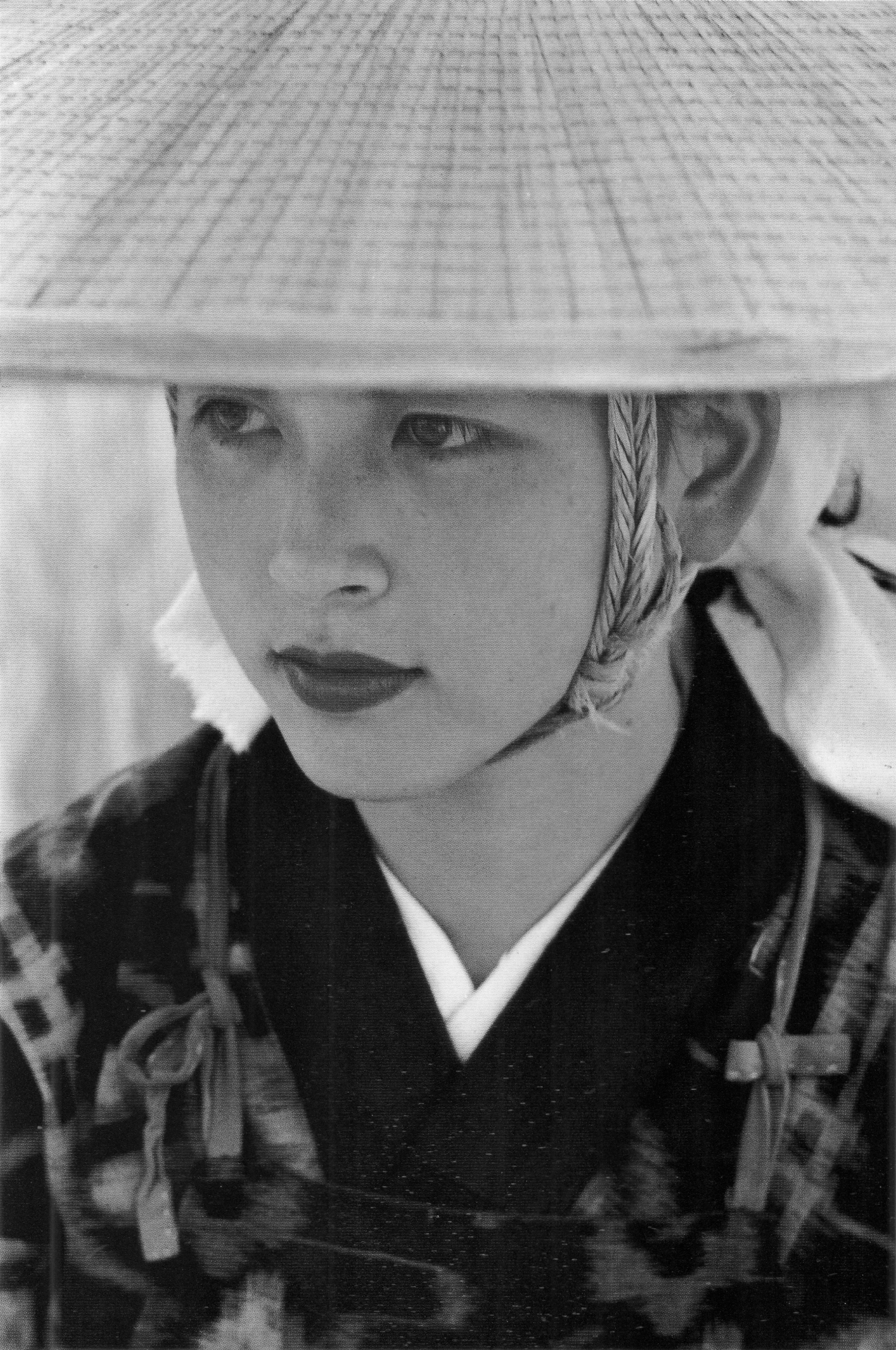
Farmářka, Ómagari Akita, srpen 1953
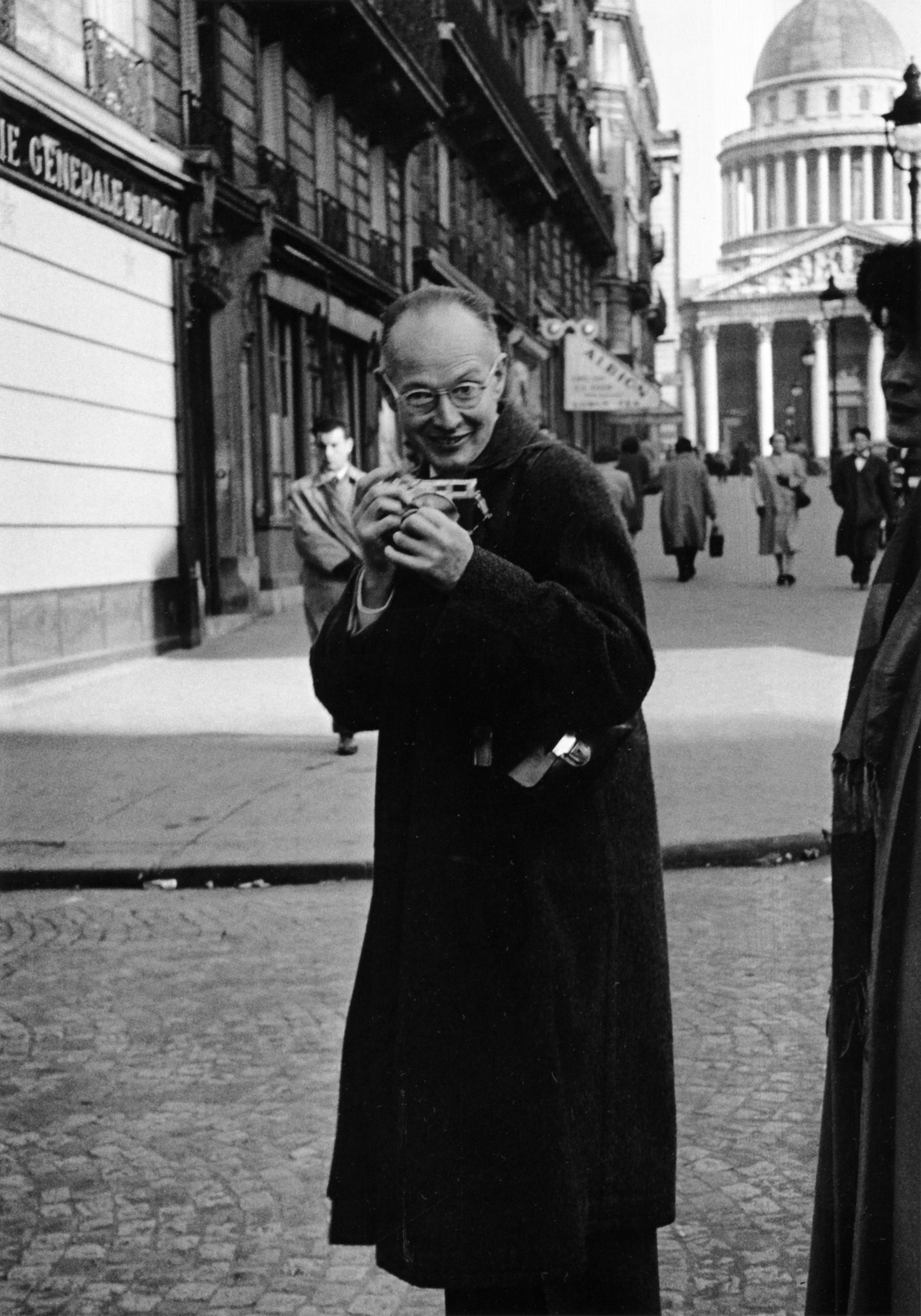
Henri Cartier-Bresson, 1954
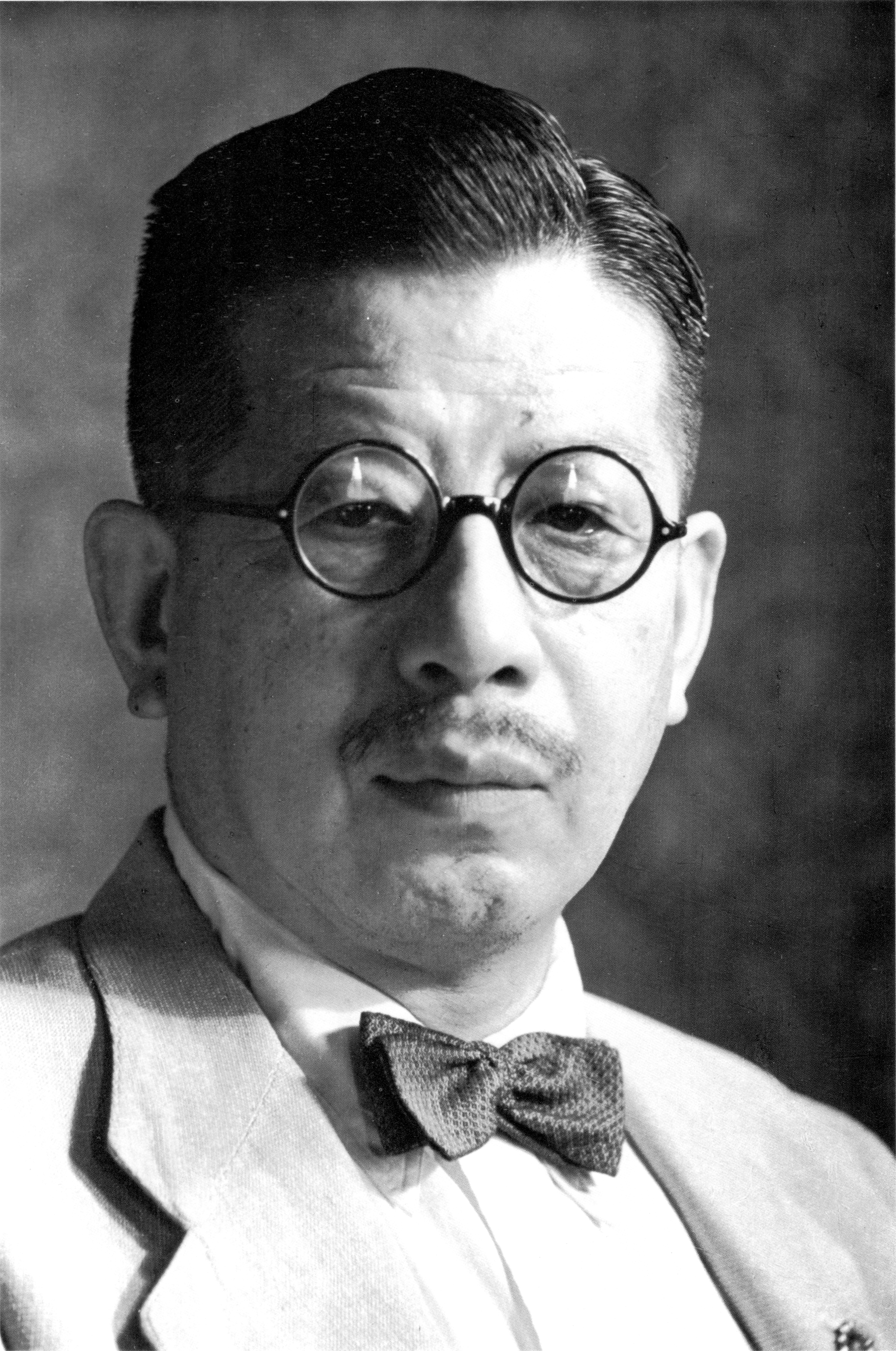
Katajama Tecu, 1949
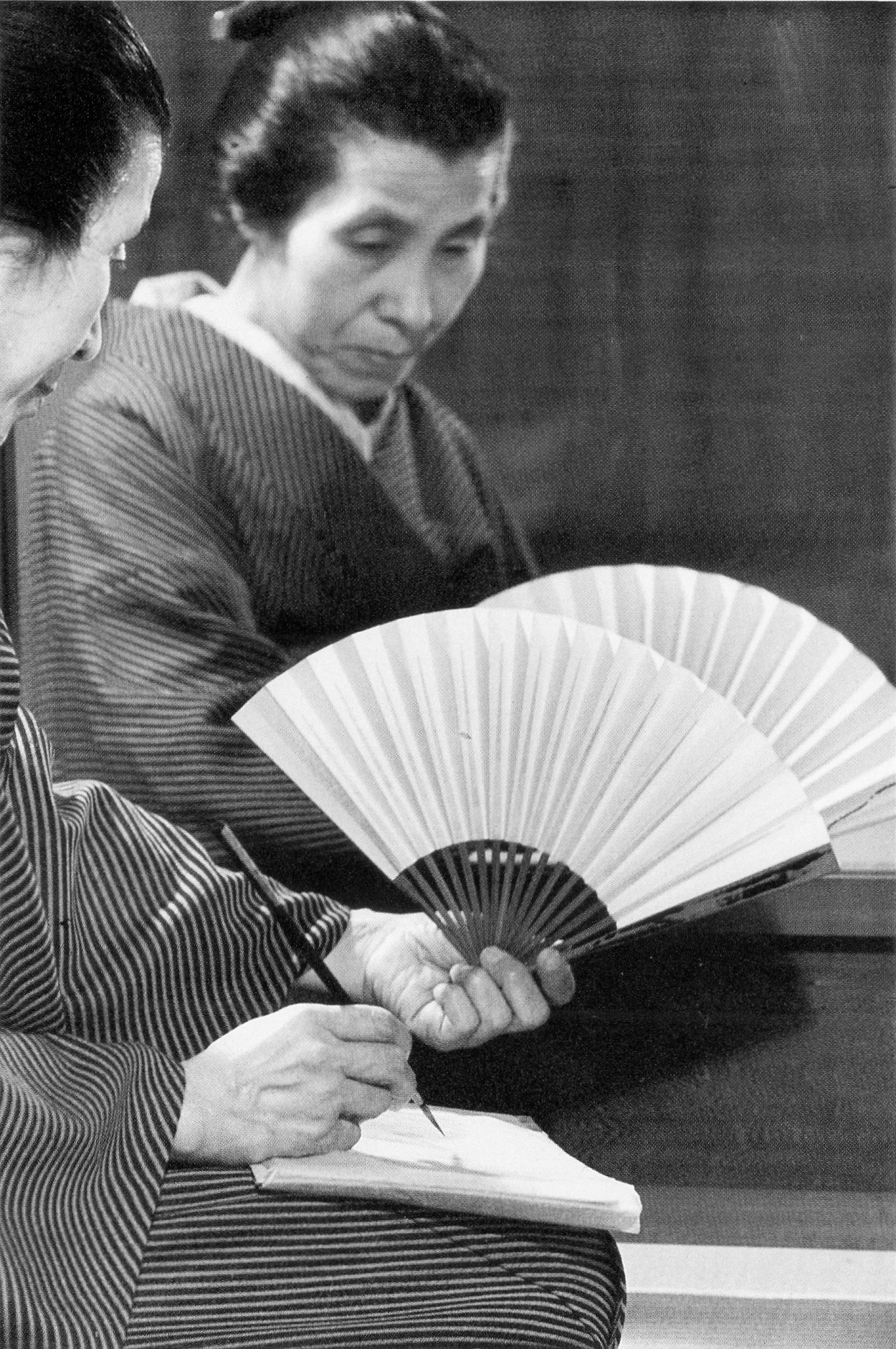
Šóen Uemura, asi 1938
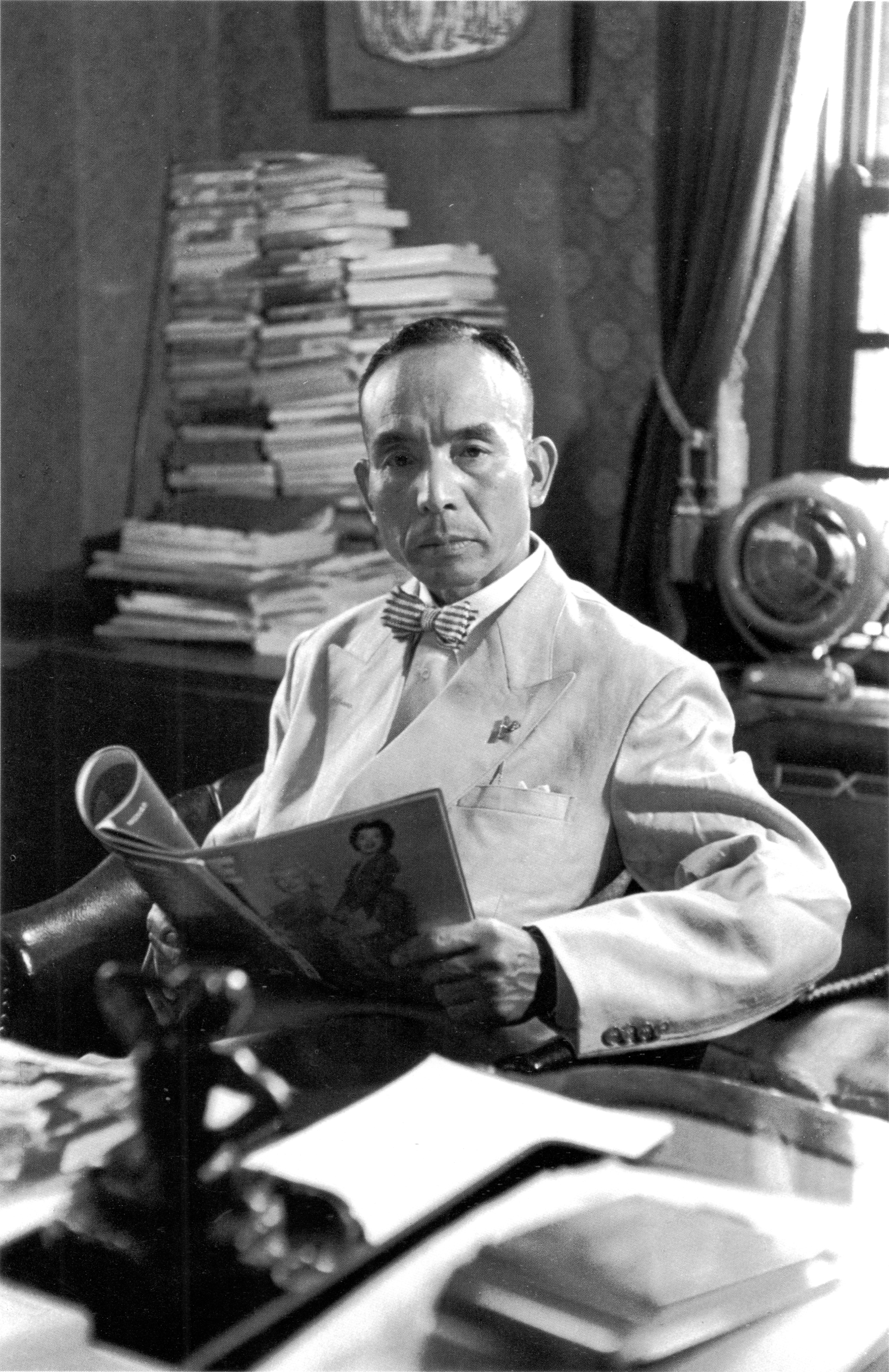
Jošida Hideo, 1953
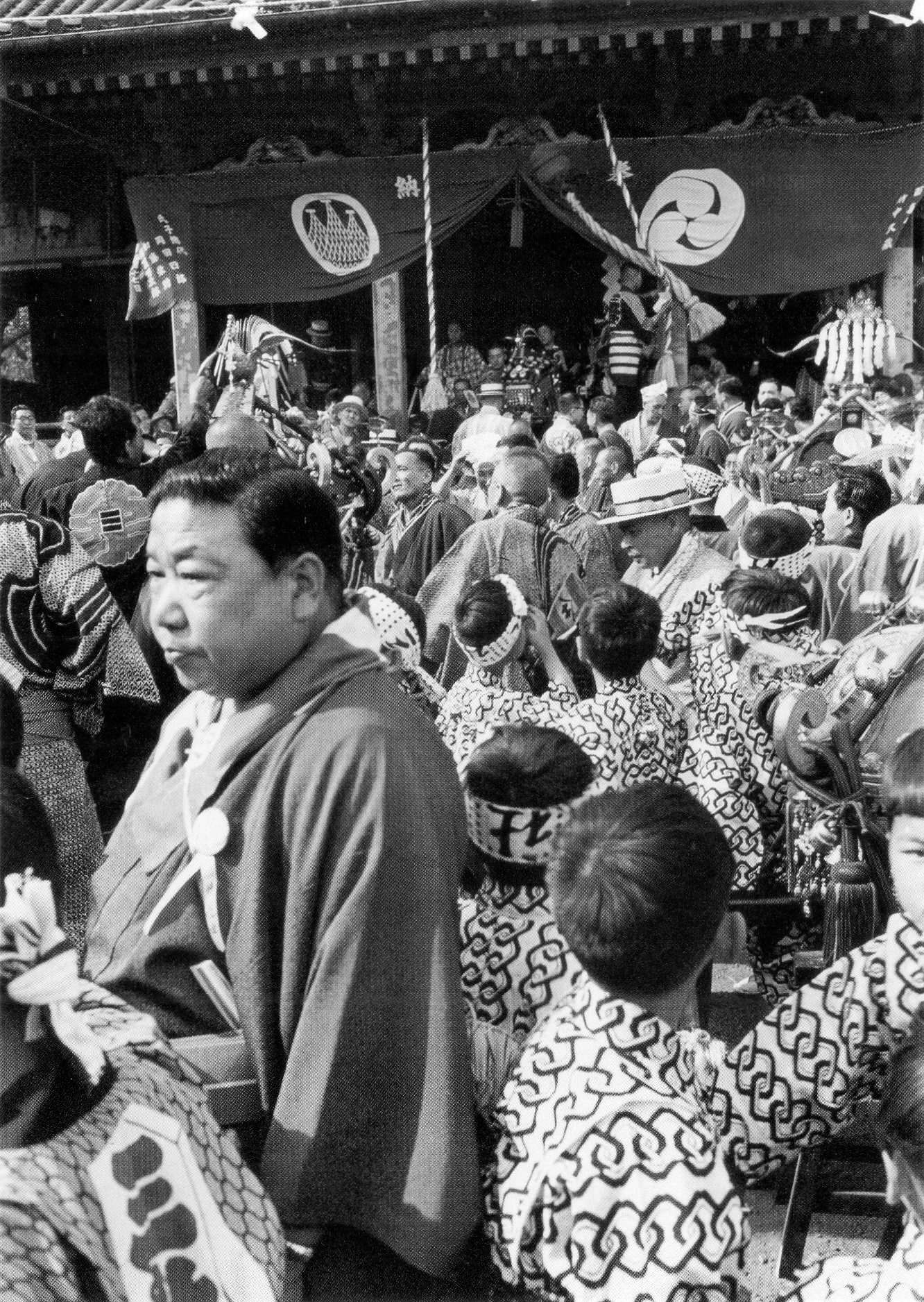
Sandža Macuri, 1953
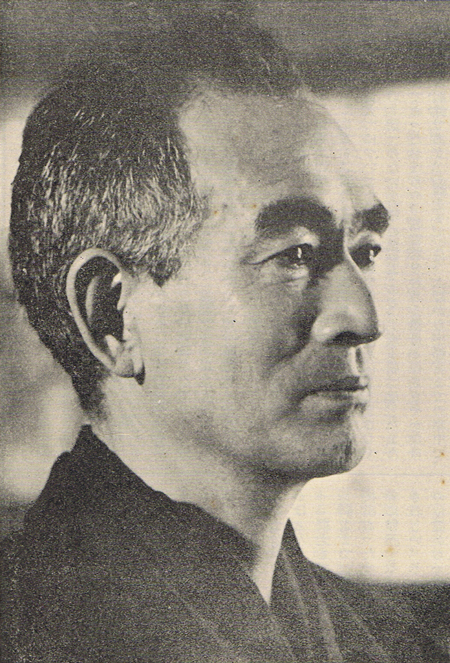
Šiga Naoja 1937
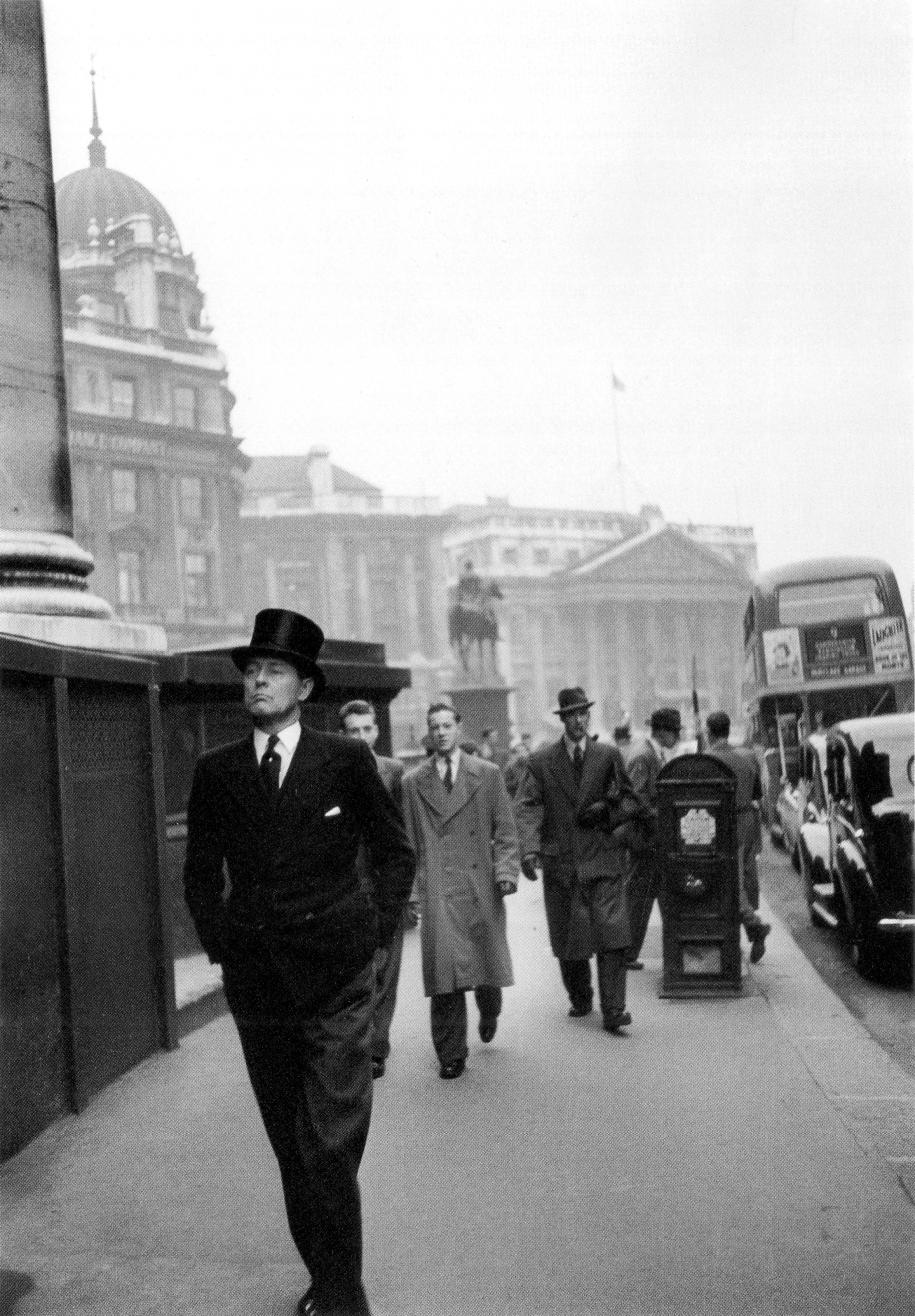
Londýn, 1954
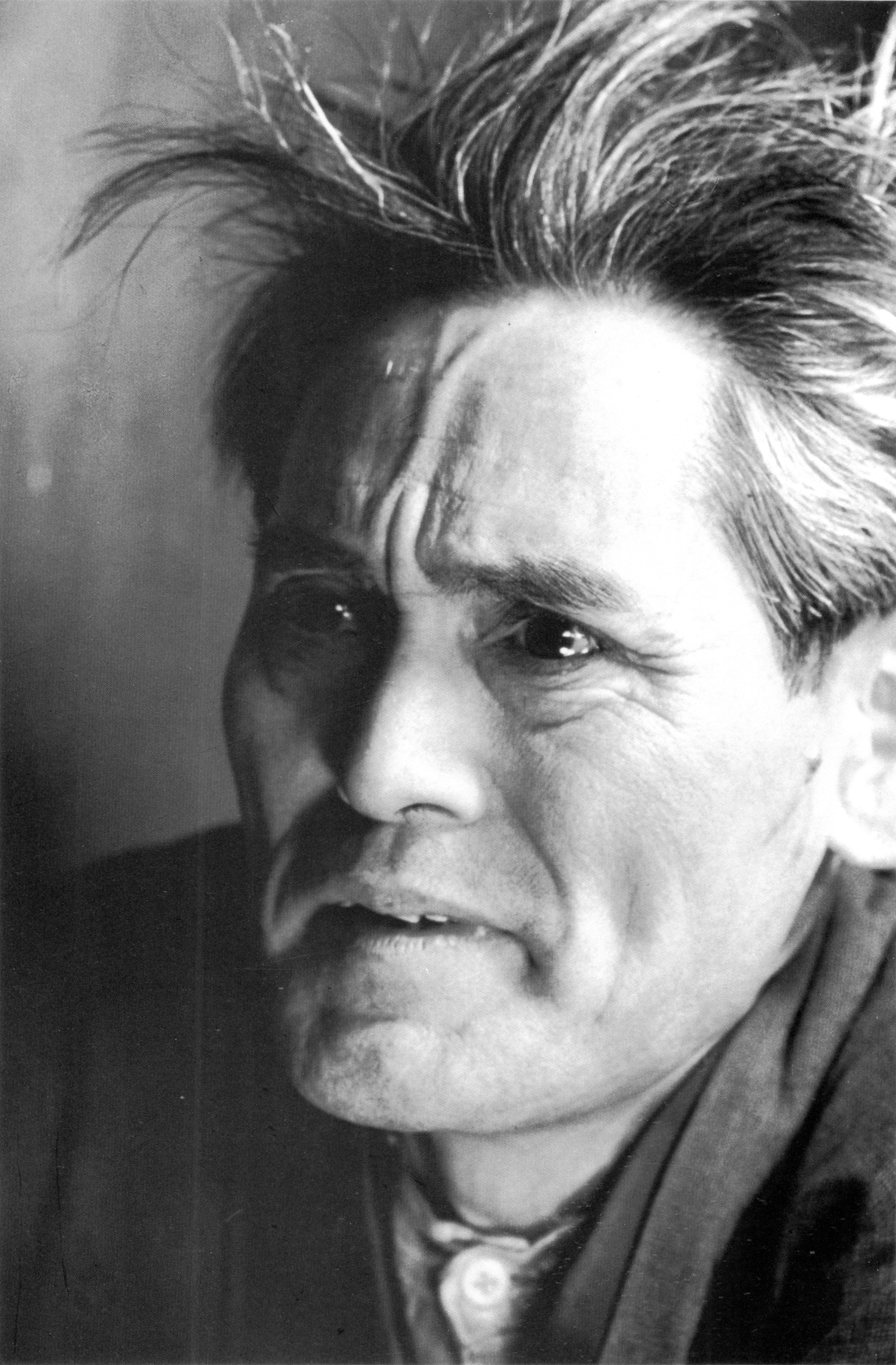
Susukida Kendži, 1948
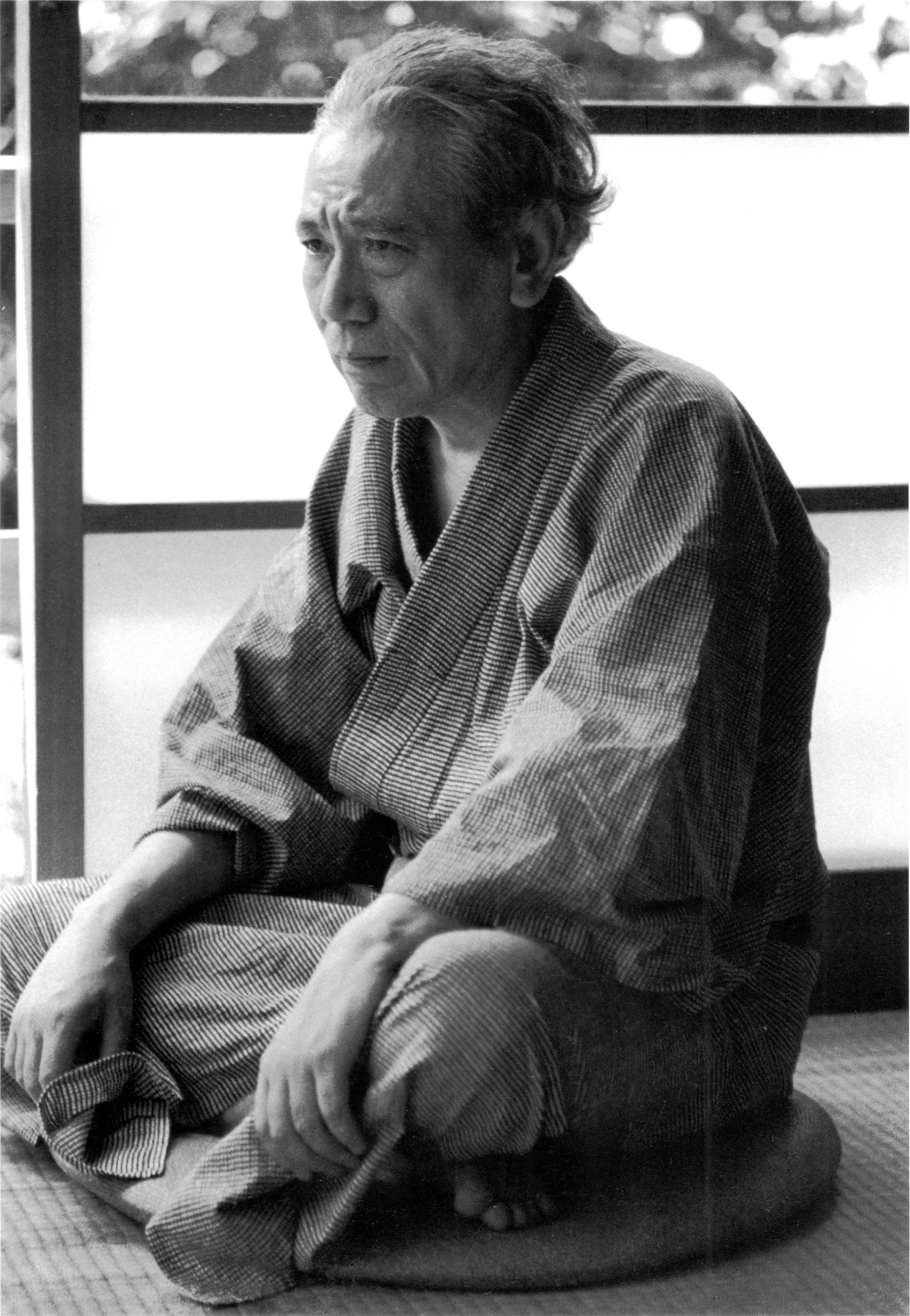
Tokugawa Musei, 1952
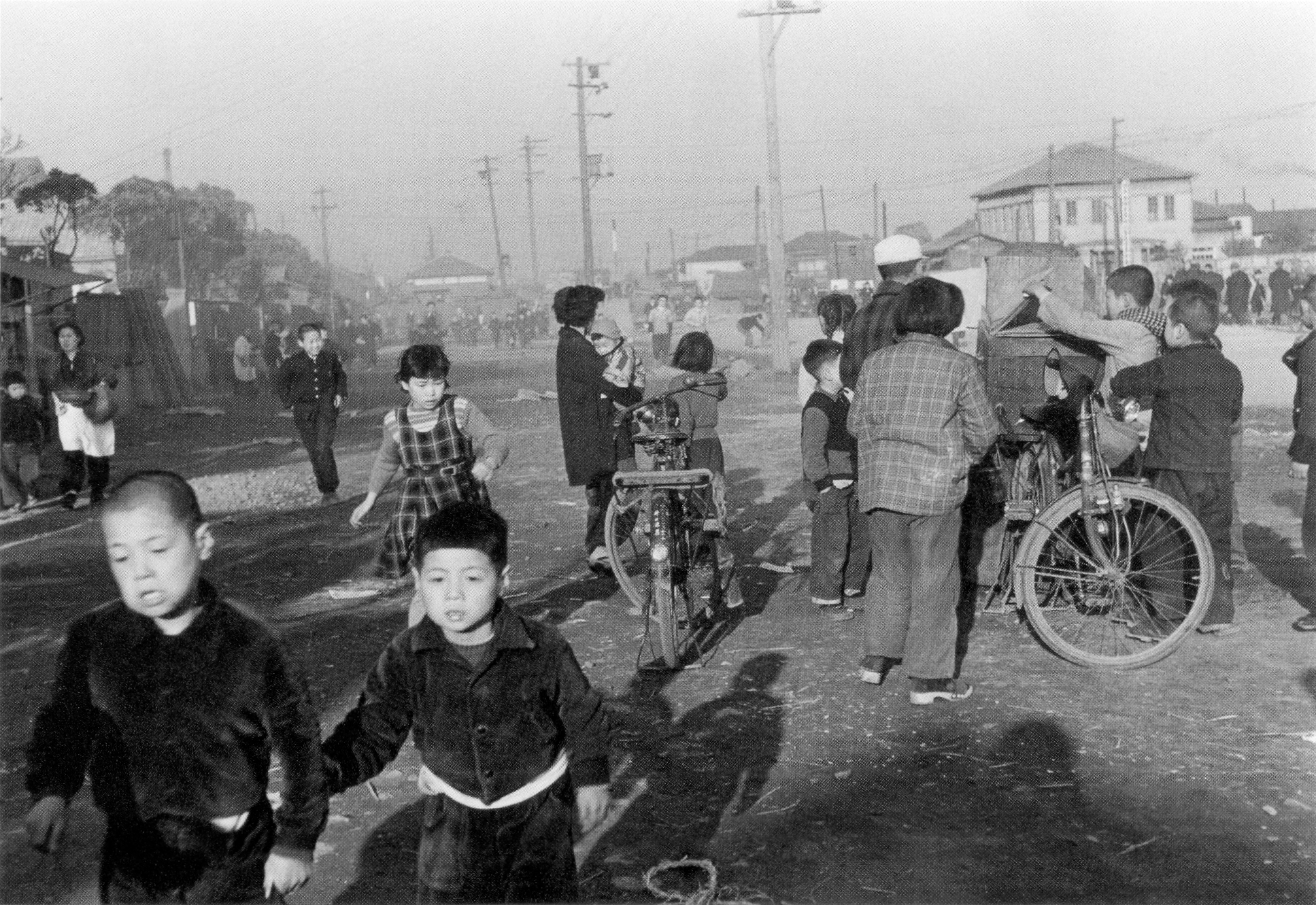
Cukišima, Tokio, 1954
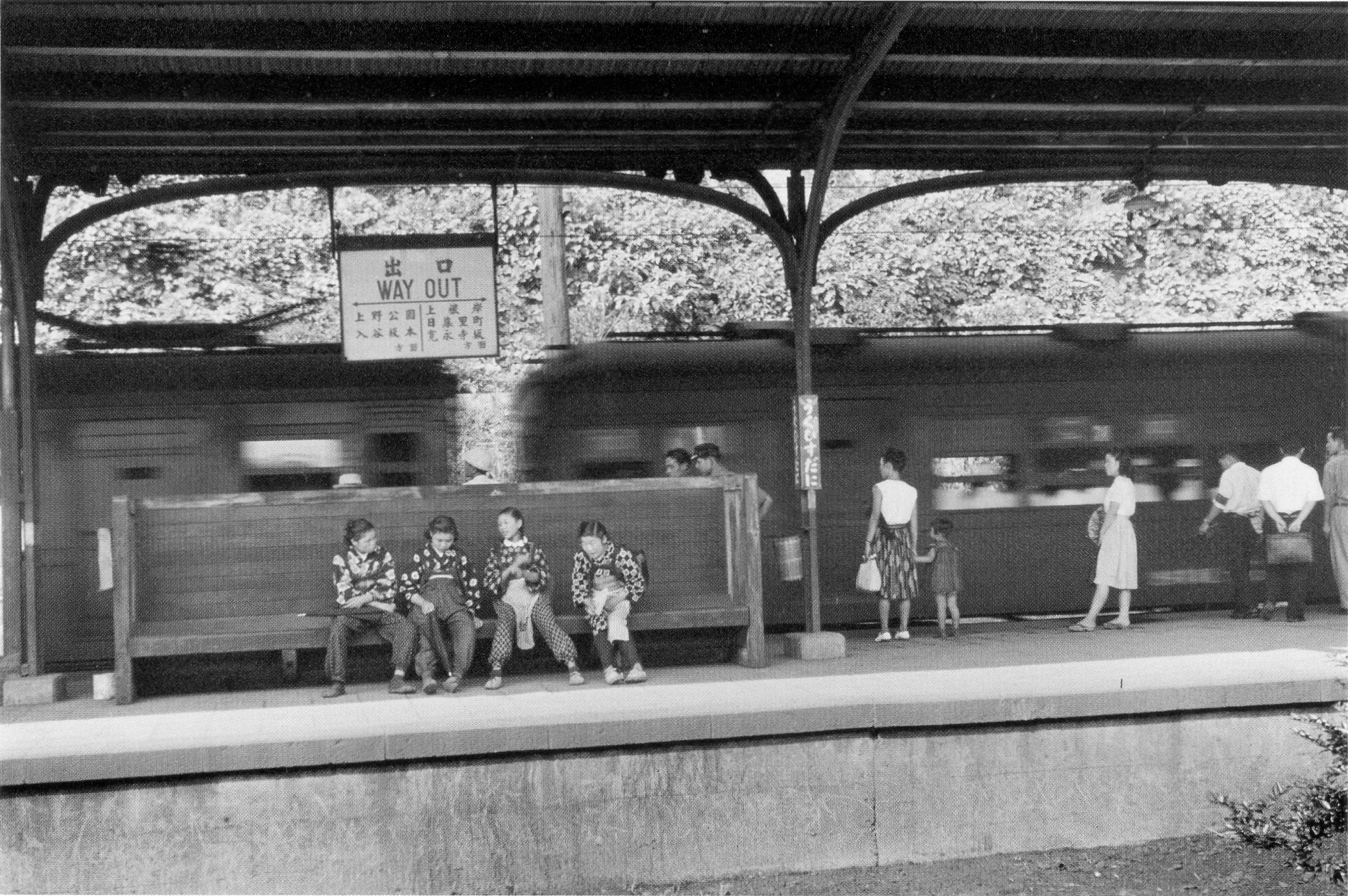
Stanice Uguisudani, 1948
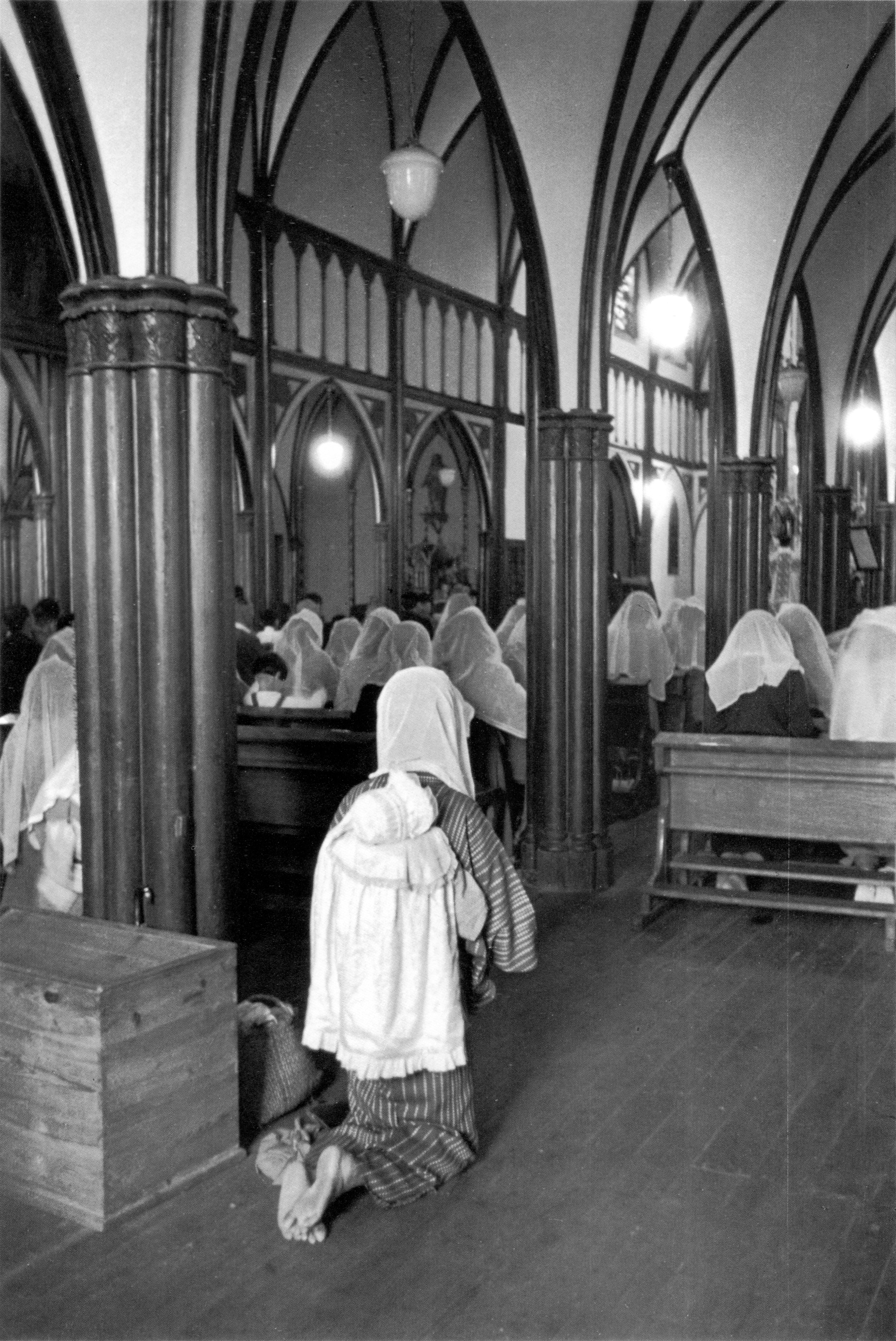
Katedrála Urakami, 1953
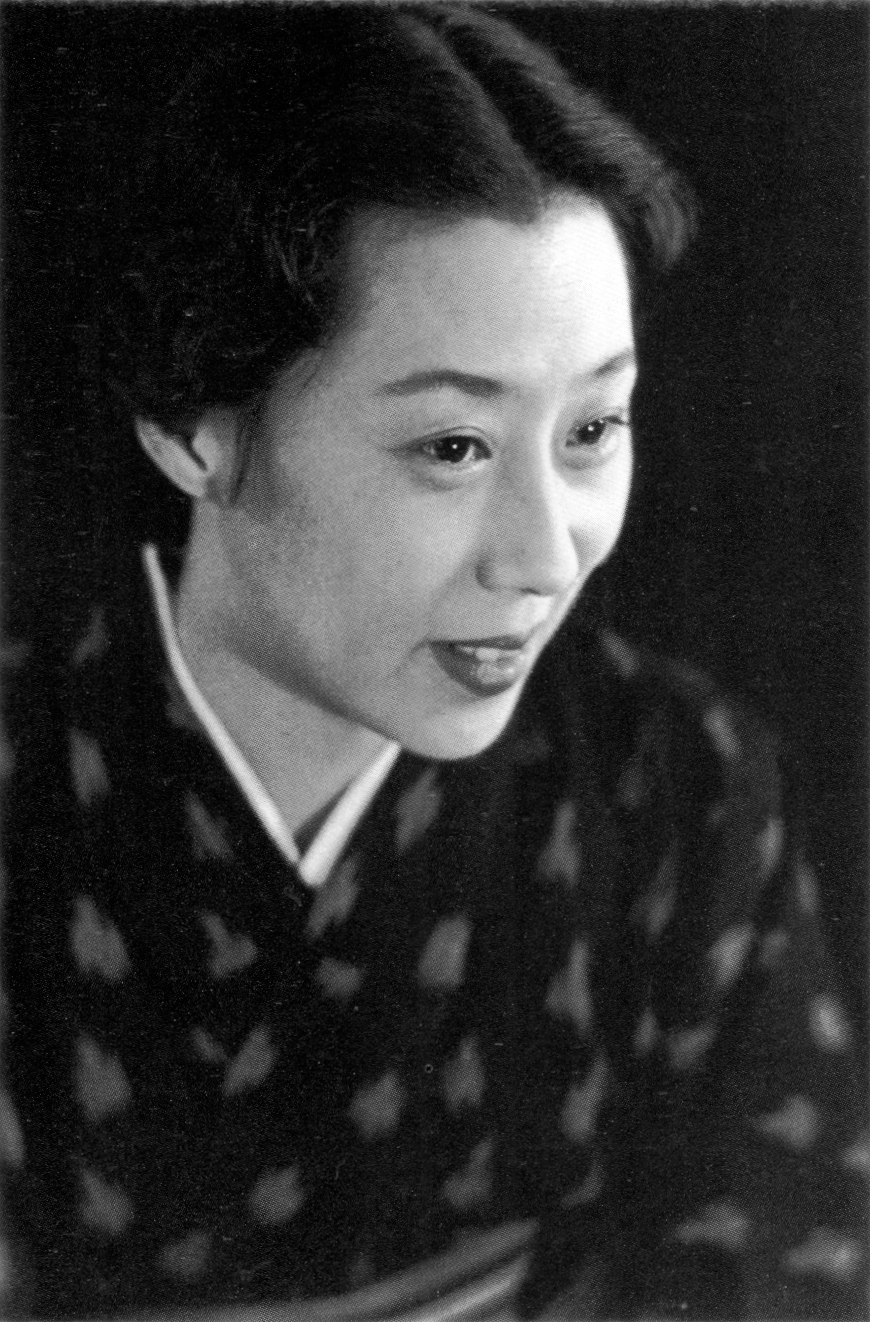
Jamada Isuzu, 1953
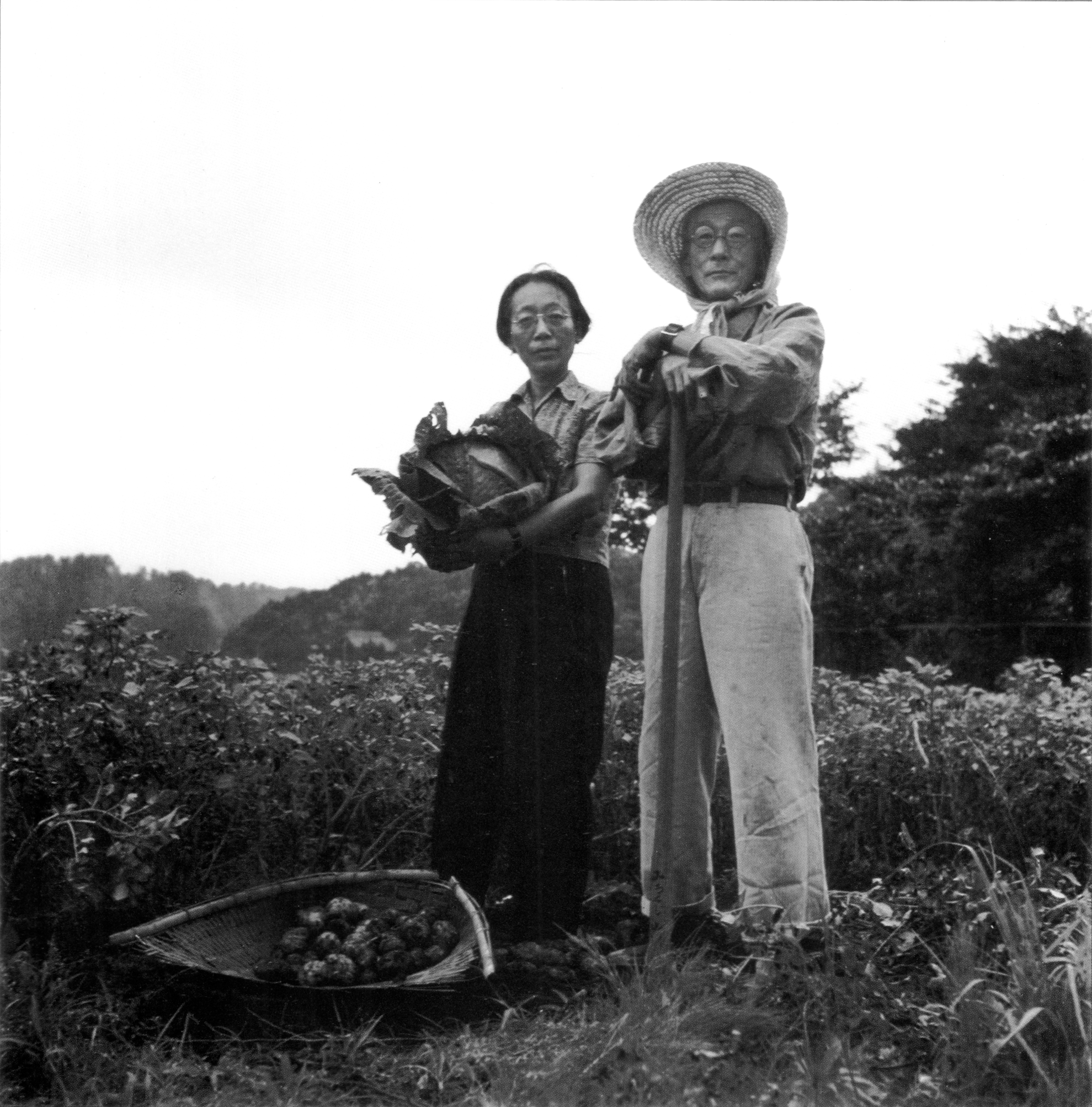
Jamakawa Kikue a Jamakawa Hitoši
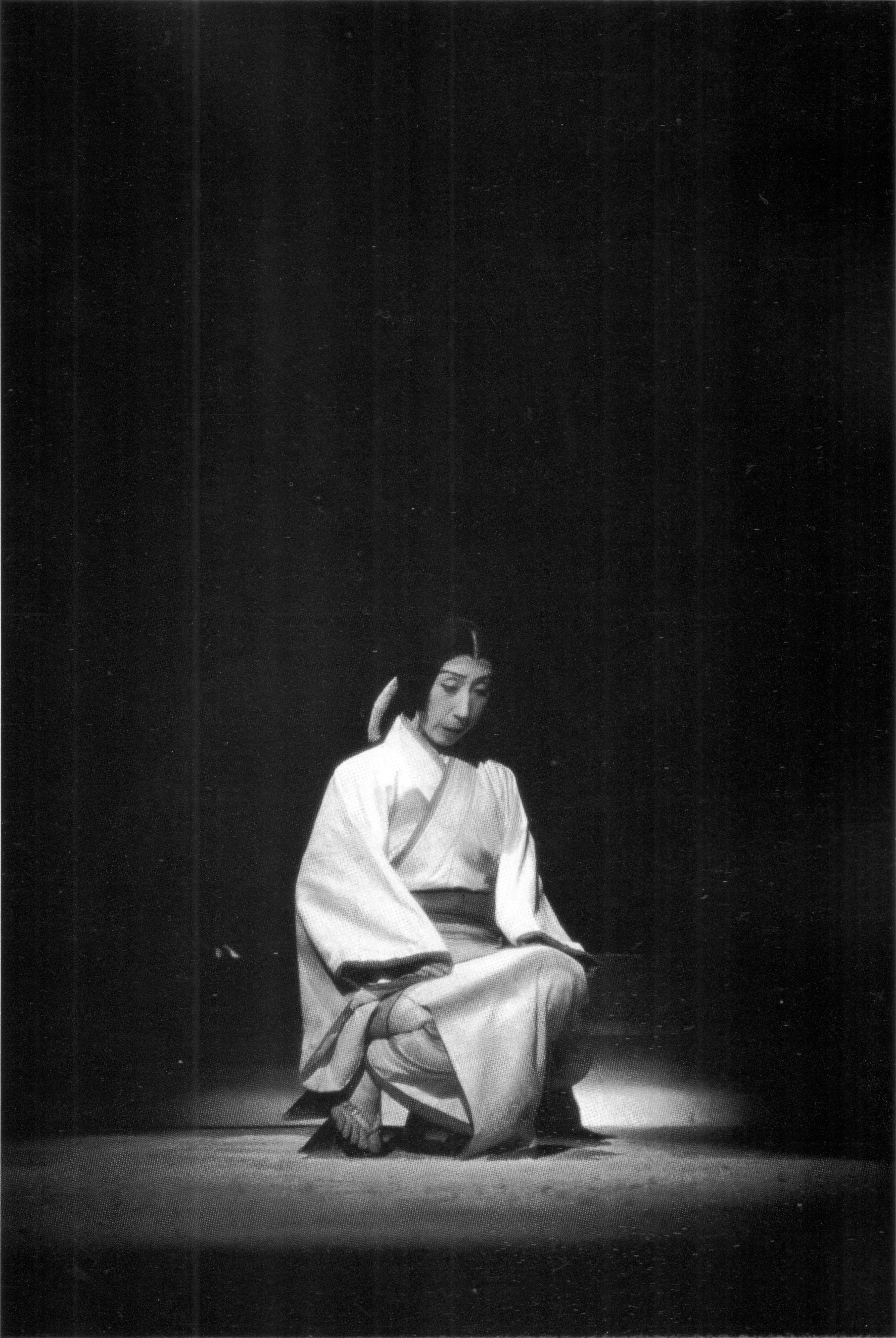
Jamamoto Jasue, 1952
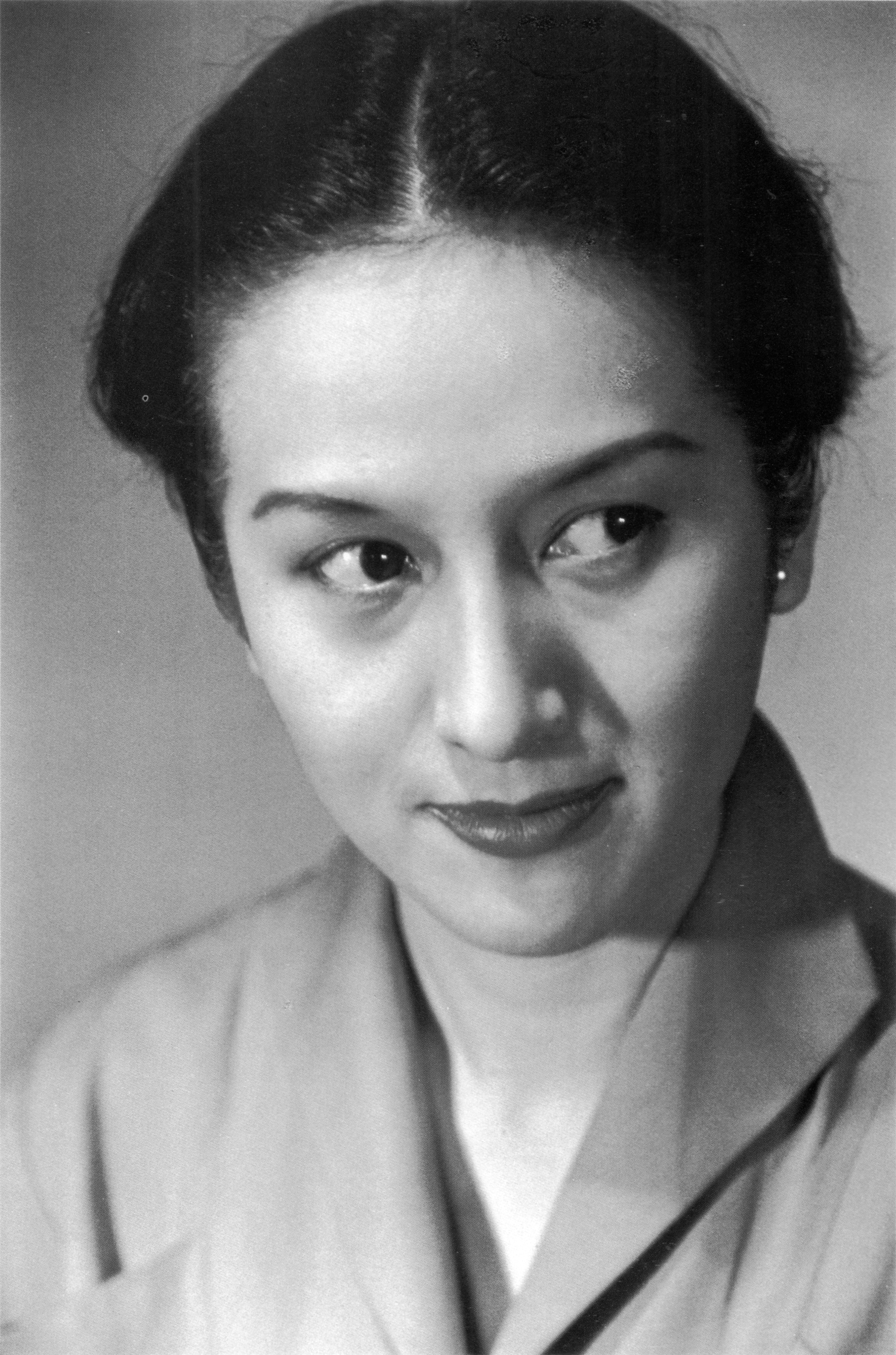
Óuči Kazue, 1951

## Publikace

### Knihy Kimurových fotografií
- A Historical Sketch of Japanese Customs and Costumes. Tokio: Society for International Cultural Relations (Kokusai Bunka Šinkókai), 1936.
- Japanese School Life through the Camera. Tokio: Society for International Cultural Relations (Kokusai Bunka Šinkókai), 1937.
- (Jako "Ihee Kimura".) Japan through a Leica. Tokio: Sanseido, 1938. Sto fotografií Japonska. Faksimile vydání: Tokio: Kokušokan, 2006. ISBN 4-336-04488-0. (Poznámka: Krabice, která obsahuje tento drahý dotisk, je podstatně větší než kniha v ní.)
- Four Japanese Painters. JPS Picture Books. JPS, 1940, anglicky.
- (japonsky) Kóki nisenroppjaku-nen góšuku geinósai (皇紀二千六百年奉祝藝能際). Kokusai Hódó Kógei, 1941.
- (japonsky) Ódó rakudo (王道樂土). Tokio: Ars, 1943. Fotografie Mančurie.
- Rokudaime Onoe Kikugoró butai šašinšú (六代目尾上菊五郎舞臺寫眞集, Sbírka fotografií šestého Onoe Kikugoróa na vrcholu kariéry). Kjóto: Wakei Šoten, 1949. Umělec kabuki Onoe Kikugoró VI (1885–1949).
- (japonsky) Kimura Ihee kessaku šašinšú (木村伊兵衛傑作写真集) / Select Pictures by Ihei Kimura. Tokio: Asahi Šinbunša, 1954. Kniha velkorysého formátu (30×21 cm) prezentuje 132 fotografií, většina zabírá celou stránku, ale několik v polovičním, čtvrtstránkovém nebo dvoustránkovém formátu. Představují všechny aspekty Kimurovy práce. Kvalita reprodukce se samozřejmě nevyrovná té v posmrtných sbírkách a na této knize je zajímavý materiál, například tři fotografie z (opatrného) striptýzového představení. Krátké popisky anglicky i japonsky, delší vysvětlivky i texty Kimury a Nobuy Iny, pouze japonsky.
- (japonsky) Kimura Ihee gaija šašinšú: Dai ikkai (木村伊兵衛外遊写真集：第一回). Tokio: Asahi Šinbunša, 1955.
- (japonsky) Kimura Ihee gaija šašinšú: Dai nikai: Jóroppa no inšó (木村伊兵衛外遊写真集：第二回：ヨーロッパの印象) / Impression of Europe. Tokio: Asahi Šinbunša, 1956.
- Zósendžo no inšó (造船所の印象) / At a Shipyard. Sekai Šašin Sakka (世界写真作家). Tokio: Heibonša, 1958.
- Kimura Ihee sakuhinšú (木村伊兵衛作品集), sbírka fotografií autora). Gendai Nihon šašin zenšú (現代日本写真全集), vol. 1. Tokio: Sógenša, 1959.
- Ókawa Hašizó butai šašinšú (大川橋蔵舞台写真集, sbírka fotografií Hašizó Ókawy na vrcholu kariéry). Wakei Šoten, 1962. Umělec kabuki Hašizó Ókawa (1929–1984).
- (japonsky) Zenšinza butai šašinšú (前進座舞台写真集, sbírka fotografií Zenšinzy na vrcholu kariéry). Tokio: Kenkóša, 1966. Černobílé a některé barevné fotografie souboru Zenšinza kabuki působení na pódiu i mimo něj, u příležitosti 35. výročí jeho založení.
- (japonsky) Kimura Ihee no me (木村伊兵衛の眼, Oči Iheie Kimury). Zvláštní vydání Asahi Camera, prosinec 1970. Reprezentativní sbírka Kimurových děl, vše černobílé.
- (japonsky) Kimura Ihee šašinšú: Čúgoku no tabi (木村伊兵衛写真集：中国の旅, Ihei Kimura, sbírka fotografií: Travels in China). Tokio: Asahi Šinbunša, 1974.
- Kimura Ihee šašinšú: Pari (木村伊兵衛写真集：パリ, Ihei Kimurasbírka fotografií: Paris). Tokio: Noraša, 1974. Most of the photographs are spread across facing pages (and thus split down the middle).
- (japonsky) Akita (秋田). Nikon Salon Books 4. Tokio: Nikkor Club, 1978. Fotografie prefektury Akita.
- Rokudaime Kikugoró: Kimura Ihee šašinšú (六代目菊五郎：木村伊兵衛写真集) / Sixth Generation Kikugoro. Sonorama Šašin Senšo 17. Tokio: Asahi Sonorama, 1979. OCLC 835651026. On the kabuki actor Onoe Kikugoró VI (1885–1949). Substantially based on the book of 1949, but an altered selection of photographs. Krátké shrnutí v angličtině.
- (japonsky) Watanabe Jošio (渡辺義雄), et al., eds. Kimura Ihee šašin zenšú: Šówa džidai (木村伊兵衛写真全集：昭和時代, Ihei Kimurasbírka fotografií: The Šówa period). Tokio: Sekaibunkaša, 1979. Three large (37 cm tall), expensive hardback volumes.
  - 1. Portréty a jeviště.
  - 2. Pouliční scény a venkov.
  - 3. Evropa a Čína.
- (japonsky) Mačikado (街角, Nároží ulic). Nikon Salon Books 7. Tokio: Nikkor Club, 1981. Black and white photographs, mostly of Japan, but also of Europe and China, selected by a team headed by Džun Miki. There are scenes in the countryside (even fields), by the sea, and so forth. When new, this book was available to the members of the Nikkor Club; it was not sold to the public.
- (japonsky) Watanabe Jošio (渡辺義雄), et al., eds. Kimura Ihee šašin zenšú: Šówa džidai (木村伊兵衛写真全集：昭和時代, autorova sbírka fotografií z období Šówa). Tokio: Čikuma, 1984. Čtyři velké (31 cm vysoké), vázané svazky, stále (2006) v tisku.
  - 1. Fotografie od roku 1925 do 1945. ISBN 4-480-61301-3.
  - 2. Fotografie od roku 1945 do 1953. ISBN 4-480-61302-1.
  - 3. Fotografie od roku 1953 do 1974. ISBN 4-480-61303-X.
  - 4. Fotografie prefektury Akita. ISBN 4-480-61304-8.
- (japonsky) Tanuma Takejoši (田沼武能), ed. Kimura Ihee no Šówa (木村伊兵衛の昭和, The Šówa period of Ihei Kimura). Čikuma Library 39. Tokio: Čikuma, 1990. ISBN 4-480-05139-2. An inexpensive compact (šinšo) survey still (2006) in print.
- Tanuma Takejoši (田沼武能), ed. Kimura Ihee: Šówa no onna-tači (木村伊兵衛 昭和の女たち, Ihei Kimura: The women of Šówa). Čikuma Library 55. Tokio: Čikuma, 1991. ISBN 4-480-05155-4.
- Kimura Ihee no sekai (木村伊兵衛の世界) / Photographs: Kimura Ihee. Tokio: Tókjóto Bunka Šinkókai, 1992. Katalog výstavy.
- Kimura Ihee sakuhinten: Tokio, 1945–1968 (木村伊兵衛作品展：「東京」1945～1968年, Ihei Kimura exhibition: Tokio, 1945–68). Tokio: JCII Photo Salon, 1992.
- (japonsky) Rokudaime Onoe Kikugoró: Zenseiki no meidžingei (六代目尾上菊五郎：全盛期の名人芸, Sixth generation Onoe Kikugoró). Tokio: Nihon Eizó (distributed by Bungei Šundžú), 1993. ISBN 4-89036-847-7. On the kabuki actor Onoe Kikugoró VI (1885–1949).
- Kimura Ihee to Akita ten (木村伊兵衛と秋田展, Exhibition of Ihei Kimura and Akita). Akita: Akita Senšu Museum of Art, 1994.
- (japonsky) Tanuma Takejoši (田沼武能), ed. Kimura Ihee: Šówa o ucusu (木村伊兵衛 昭和を写す, Ihei Kimura: Photographing the Šówa period). Tokio: Čikuma (Čikuma Bunko), 1995. An inexpensive four-volume pocket-format (bunkobon) survey still (2006) in print, based on the same publisher's four-volume set of 1984.
  - 1. Senzen to sengo (戦前と戦後, Before and after the war). ISBN 4-480-03051-4. Okinawa, 1935; Mančuria, 1940; life in Tokio and elsewhere in Honšú, mostly 1932–41; the aftermath of the war, 1945–7; Japan, 1949–72.
  - 2. Jomigaeru toši (よみがえる都市, The city restored). ISBN 4-480-03052-2. Tokio 1946–73.
  - 3. Jinbucu to butai (人物と舞台, People and the stage). ISBN 4-480-03053-0. Portréty, lidé při práci, tradiční japonské výjevy.
  - 4. Akita no minzoku (秋田の民俗, Folkways of Akita). ISBN 4-480-03054-9. Život v prefektuře Akita.
- (japonsky) Kimura Ihei (木村伊兵衛, Ihei Kimura). Nihon no Šašinka 8. Tokio: Iwanami Šoten, 1998. ISBN 4-00-008348-1. A concise survey within this set devoted to the Japanese pantheon.
- (japonsky) Teihon: Kimura Ihee (定本木村伊兵衛, Ihei Kimura: The definitive edition). Tokio: Asahi Šinbunša, 2002. ISBN 4-02-258676-1. Velkorozměrná (29 cm vysoká), carefully produced and rather expensive collection, which has captions anglicky as well as Japanese, but no other anglicky.
- Boku to Raika: Kimura Ihee kessakusen + essei (僕とライカ：木村伊兵衛傑作選＋エッセイ, Leica and me: sbírka mistrovských prací Ihei Kimury a eseje). Tokio: Asahi Šinbunša, 2003. ISBN 4-02-257832-7.
- Kimura Ihee (木村伊兵衛) / Ihei Kimura. Kjóto: Kacuhikan and the Kjóto Museum of Contemporary Art, 2002. A compact survey of Kimura's work in Japan. Elegantly produced, but the reproduction quality is disappointing. Titulky a některý text anglicky, zbytek textu pouze japonsky.
- Kimura Ihee-ten (木村伊兵衛展) / Ihei Kimura: The Man with the Camera. Tokio: National Museum of Modern Art, 2004. The compact survey in this well-produced exhibition catalog includes such lesser known works as the Kaó advertisements. Titulky a velká část textu anglicky i japonsky.
- Tanuma Takejoši (田沼武能), et al. Kimura Ihee no Pari (木村伊兵衛のパリ) / Kimura Ihei in Paris: Photographs 1954–1955. Tokio: Asahi Šinbun-ša, 2006. ISBN 4-02-250209-6. Velká sbírka barevných fotografií, řada z nich před tím publikována v Kimura Ihee šašinšú: Pari (1974). Japonsky a anglicky.

### Další knihy s díly Kimury
- Kogata kamera šašindžucu (小型カメラ写真術). Seibundó Šinkóša, 1936. Reprint. Kurašikku Kamera Senšo 25. Tokio: Asahi Sonorama, 2002. ISBN 4-257-12035-5.
- Kogata kamera no ucušikata, cukaikata (小型カメラの寫し方・使ひ方 [v moderním zápisu (小型カメラの写しかた・使いかた). Tokio: Genkóša, 1937.
- (Společná práce) Girls of Japan. JPS Picture Books. JPS, 1939. anglicky.
- (Společná práce) (indonésky) Pendidikan di sekolah kebangsaan. Kokusai Bunka Šinkókai, 1942.
- (Společná práce) (indonésky) Peroesahaan mesin basar. Kokusai Bunka Šinkókai, 1942.
- (Spolu s Šunkiči Kikuči) Tókió sen-kjahjaku-jondžúgonen, aki (東京一九四五年・秋) / Tokio: Fall of 1945. Tokio: Bunka-ša, 1946. The photographers are not credited. A stapled booklet of sepia photographs of life in Tokio immediately after the end of the war. (The word aki in the title makes it clear that fall here means autumn, not defeat.) Text a titulky japonsky a anglicky.
- (japonsky) Júgosei Ičimura Uzaemon butai šašinšú (十五世市村羽左衛門舞臺寫眞集, sbírka fotografií fifteenth-generation Ičimura Uzaemon on the stage). Editor: (関逸雄. Kjóto: Wakei Šoten, 1951. On the kabuki actor. On the kabuki actor Ičimura Uzaemon (1874–1945). Ninety-six pages of photographs, of which s. 21–68 are credited to Kimura (the remainder are uncredited).
- (japonsky) (spoluautor: Nakagawa Kazuo) Šašin no ucušikata (写真の撮し方, How to take photographs). Tokio: Kaname Šobó, 1953.
- (Spoluautor: Nobuo Ina, editor: Jónosuke Natori) Šašin no džóšiki. (写真の常識, Knowledge of the photograph). Tokio: Keijaša, 1955.
- Kimura Ihee dokuhon (木村伊兵衛読本). Zvláštní vydání Photo Art, srpen 1956.
- (Jako editor) Jinbucu šašin (人物写真). Asahi Camera Kóza (アサヒカメラ講座). Tokio: Asahi Šinbunša, 1956.
- (Editor: Kimura Ihei a Nakadžima Kenzó) Bungakuša no mita gendai no Čúgoku šašinšú (文学者のみた現代の中国写真集, Photograph sbírka fotografií of today's China as seen by writers). Tokio: Mainiči Šinbunša, 1960.
- Kimura Ihee no sekai (木村伊兵衛の世界, The world of Ihei Kimura). Zvláštní vydání Asahi Camera, srpen 1974.
- (japonsky) Sengo šašin / Saisei to tenkai (戦後写真・再生と展開) / Twelve Photographers in Japan, 1945–55. Yamaguči Kenricu Bidžucukan, 1990. Navzdory anglickému názvu, většina převážně japonsky. Dvacet Kimurových fotografií Akity na s. 36–46.
- Taidan: Šašin kono godžúnen (対談：写真この五十年, Conversations: The last fifty years of photography). Editoři Asahi Camera. Tokio: Asahi Šinbunša, 1974. Sbírka fotografií of transcriptions of Kimura's discussions with various photographers and others concerned with photography.
- Kimura Ihee (木村伊兵衛) / Special Issue: Ihei Kimura. Nikkor Club, no. 70, podzim 1974.
- (japonsky) Kimura Ihee o jomu (木村伊兵衛を読む), Reading Ihei Kimura). Asahi Camera zvláštní vydání. Tokio: Asahi Šinbunša, 1979. Pouze japonsky.
- Association to Establish the Japan Peace Museum, ed. Ginza to sensó (銀座と戦争) / Ginza and the War. Tokio: Atelier for Peace, 1986. ISBN 4-938365-04-9 Kimura is one of ten photographers — the others are Ken Domon, Šigeo Hajaši, Tadahiko Hajaši, Kójó Išikawa, Kójó Kagejama, Šunkiči Kikuči, Kódži Morooka, Minoru Óki a Maki Sekiguči — who provide 340 photographs for this well-illustrated and large photographic history of Ginza from 1937 to 1947. Titulky a text japonsky a anglicky.
- (Společná práce) Bunši no šózó hjakudžúnin (文士の肖像一一〇人), Portraits of 110 literati). Tokio: Asahi Šinbunša, 1990. ISBN 4-02-258466-1. Kimura is one of five photographers — další autoři: Šótaró Akijama, Ken Domon, Hiroši Hamaja a Tadahiko Hajaši.
- (japonsky) Mišima Yasuši (三島靖). Kimura Ihee to Domon Ken: Šašin to sono šógai (木村伊兵衛と土門拳：写真とその生涯, Ihei Kimura a Ken Domon: Fotografie a biografie). Tokio: Heibonša, 1995. ISBN 4-582-23107-1. Reprint. Heibonša Library. Tokio: Heibonša, 2004. ISBN 4-582-76488-6.
- (japonsky) Kimura Ihee no renzu: Sunappušotto wa kó tore! (木村伊兵衛の眼：スナップショットはこう撮れ！, The lens of Ihei Kimura: Here's how to take snapshots!). Taijó (太陽) / The Sun, July 1999. Republished as a book in 2007.
- Dokjumentarí no džidai: Natori Jónosuke, Kimura Ihee, Domon Ken, Miki Jun no šašin kara (ドキュメンタリーの時代：名取洋之助・木村伊兵衛・土門 拳・三木淳の写真から) / Věk dokumentu: Fotografie: Jónosuke Natori, Kimura Ihei, Ken Domon a Džun Miki. Tokio: Tokio Metropolitan Museum of Photography, 2001. Katalog výstavy. The book reproduces 28 of Kimura's photographs of Akita. Captions in both Japanese a anglicky, other text japonsky only.
- Hiraki, Osamu, and Keiiči Takeuči. Japan, a Self-Portrait: Photographs 1945–1964. Paris: Flammarion, 2004. ISBN 2-08-030463-1 Kimura is one of eleven photographers whose works appear in this large book (the others are Ken Domon, Hiroši Hamaja, Tadahiko Hajaši, Eikoh Hosoe, Jasuhiro Išimoto, Kikudži Kawada, Šigeiči Nagano, Ikkó Narahara, Takejoši Tanuma a Šómei Tómacu).
- Kindai šašin no umi no oja: Kimura Ihee to Domon Ken (近代写真の生みの親：木村伊兵衛と土門拳) / Kimura Ihei and Domon Ken. Tokio: Asahi Šinbunša and Mainiči Šinbunša, 2004. Katalog výstavy.
- (japonsky) Kimura Ihee no renzu: Sunappušotto wa kó tore! (木村伊兵衛の眼：スナップショットはこう撮れ！, The lens of Ihei Kimura: Here's how to take snapshots!). Tokio: Heibonša, 2007. ISBN 978-4-582-63428-0. Reworked from the July 1999 issue of Taijó: an economical, compact sbírka fotografií of photographs by (and of) Kimura, essays about him by prominent photographers (such as Kineo Kuwabara, Jutaka Takanaši a Nobujoši Araki), and such extras as an illustrated bibliography.